# Морская жизнь
Морская жизнь или жизнь моря, жизнь океана — жизнь растений, животных и других организмов в солёной воде морей и океанов или в солоноватой воде прибрежных эстуариев. Морские экосистемы обладают большим разнообразием биологических видов. По состоянию на 2023 год было задокументировано более 242 000 морских видов, и ещё два миллиона морских видов не были задокументированы. В среднем описывается 2 332 новых вида в год. Размеры морских видов варьируются от микроскопических, таких как фитопланктон (0,02 микрометра), до огромных китообразных, таких как синий кит — крупнейшее известное животное, достигающее 33 метров в длину. Морские микроорганизмы (включая простейших, бактерий и вирусов) по одним оценкам составляют 70 %, по другим 90 % от общей морской биомассы. Морские организмы влияют на природу планеты, вырабатывая кислород, связывая углерод, частично формируя и защищая береговые линии, создавая новую сушу (коралловые рифы).
Эволюционные процессы, создавшие все разнообразие животных форм, в значительной своей части протекали в море. По объёму океаны обеспечивают около 90 % жизненного пространства на планете. Самые ранние позвоночные появились в виде рыб. Некоторые из них эволюционировали в земноводных, проводящих часть своей жизни в воде, а часть — на суше. Одна группа амфибий эволюционировала в рептилий и млекопитающих, а несколько подвидов каждого вида вернулись в океан в качестве морских змей, морских черепах, тюленей, сирен и китов. Такие формы растений, как ламинария и другие водоросли —основа некоторых подводных экосистем. Планктон образует общую основу пищевой цепи океана, в частности фитопланктон, который является ключевым автотрофом.
Морская жизнь изучается с научной точки зрения как в морской биологии, так и в биологической океанографии.
Совокупность всех живущих в морской воде животных:
- часть простейших (все радиолярии, почти все сетчатые корненожки)
- часть кишечнополостных  — все кораллы, сифонофоры, сцифомедузы, гребневики, почти все гидроидные полипы и медузы; весь тип губок, кроме немногих пресноводных форм , все щетинкочелюстные, плеченогие, весь тип иглокожих , большинство мшанок, немертин, моллюсков, в том числе целиком класс головоногих, все оболочники
- большинство рыб
- почти все ластоногие и киты.

По своему распределению в море морские животные делятся на живущих на дне (бентос) и на плавающих в воде (пелагические организмы). В глубоком море существует Глубоководное сообщество организмов, под дном океана существует глубинная биосфера.

## Вода
Гидросфера Земли состоит в основном из океанов, но технически включает в себя все водные поверхности в мире (внутренние моря, озёра, реки, подземные воды до глубины 2000 метров). Самым глубоким подводным местом является Бездна Челленджера в Марианской впадине в Тихом океане (глубина 10900 метров).
На Земле пять отдельных океанов, соединённых в единый мировой океан.
Характеристики мирового океана:
- масса — 1,35 ⋅1018 тонн или около 1/4400 от общей массы Земли
- занимает 71 % поверхности Земли[8]
- площадь— 3,618⋅108 km2
- средняя глубина 3682 метра[11]
- расчетный объём 1,332⋅109 km3. По объёму океан обеспечивает около 90 % жизненного пространства на планете[8]
- если бы вся поверхность земной коры находилась на той же высоте, что и гладкая сфера, то глубина образовавшегося мирового океана составила бы около 2,7 километра[12][13].

Писатель-фантаст Артур Кларк считал более уместным называть планету Земля планетой Океан.
Вода на Земле:
- 97,5 % — солёная
- 2,5 % — пресная . Большая часть пресной воды — около 69 % — находится в виде льда в ледяных шапках и ледниках[16].

Средняя солёность океанов Земли составляет около 35 граммов соли на килограмм морской воды (3,5 % соли). Большая часть соли в океане образуется в результате выветривания и эрозии горных пород суши. Некоторые соли высвобождаются в результате вулканической активности или извлекаются из холодных магматических пород.
Океаны —крупный резервуар тепла, регулятор мирового климата. Изменения в распределении температуры океана могут вызвать значительные изменения погоды, такие как Эль-Ниньо-Южное колебание .
Без воды нет жизни. Вода —универсальный растворитель. Вода — единственное распространенное вещество, существующее в твердом, жидком и газообразном состоянии в условиях, нормальных для жизни на Земле. Испарение воды, перенос паров вследствие потоков, их конденсация, выпадения в виде осадков (дождь, снег и т. д.) и переноса воды реками и другими водными объектами—стадии круговорота воды в природе. Лауреат Нобелевской премии Альберт Сент-Дьёрдьи называл воду матерью и утробой жизни.
Обилие поверхностной воды на Земле является уникальной особенностью Солнечной системы.
Вода встречается и в других местах Солнечной системы (Европа, Энцелад).
Существует большая вероятность того, что под поверхностью льда Европы (один из спутников Юпитера, размер которого немного меньше земной Луны) находится большой солёный океан:
- толщина внешней корка твердого льда которого составляет около 10-30 км (6-19 миль)
- глубина жидкого океана под ней составляет около 100 км[24], то есть объём океана Европы может в два раза превышать земной.

Высказывались предположения, что океан Европы может поддерживать жизнь. Если на дне океана Европы активны гидротермальные источники, могут быть и многоклеточные микроорганизмы,.
Энцелад, небольшой ледяной спутник Сатурна, также имеет, по-видимому, подземный океан, который активно выбрасывает тёплую воду с поверхности спутника.

## Эволюция
Возраст Земли составляет около 4,54 миллиарда лет, жизнь на Земле появилась минимум 3,5 миллиардами лет тому назад, во время эоархейской эры, когда геологическая кора начала затвердевать. Так, ископаемые остатки микробного мата были обнаружены в песчанике возрастом 3,48 миллиарда лет в Западной Австралии. Другим доказательством является биогенное вещества графита в метаосадочных породах возрастом 3,7 миллиарда лет, обнаруженные в Западной Гренландии, а также "остатки биотической жизни ", обнаруженные в породах возрастом 4,1 миллиарда лет в Западной Австралии. Таким образом «если жизнь возникла на Земле относительно быстро… то она могла быть распространена во Вселенной».
Все организмы на Земле происходят от общего предка или предкового генофонда. Считается, что высокоэнергетическая химия привела к образованию самовоспроизводящейся молекулы около 4 миллиардов лет назад, а полмиллиарда лет спустя появился последний общий предок. В настоящее время ученые пришли к единому мнению, что сложная биохимия, составляющая жизнь, произошла из более простых химических реакций. Жизнь началась с самовоспроизводящейся молекулы РНК и сборки с её помощью простых клеток. В 2016 году ученые сообщили о наборе из 355 генов у последнего универсального общего предка (LUCA) всей жизни, включая микроорганизмы, живущие на Земле. Эволюционные взаимосвязи между различными видами или другими сущностями, имеющими общего предка, отражаются при помощи филогенетического дерева.
Современные виды являются этапом в процессе эволюции, а их разнообразие является результатом длительной серии событий видообразования и вымирания.
4 доказательства общего происхождения организмов:
- географическое распространение, которое нельзя объяснить локальной адаптацией.
- разнообразие жизни — это не набор уникальных организмов, а организмы, имеющие морфологическое сходство
- рудиментарные черты без четкого назначения напоминают функциональные предковые черты
- организмы можно классифицировать с помощью иерархии вложенных групп — подобно генеалогическому древу[47]. Однако современные исследования показали, что из-за горизонтального переноса генов это «дерево жизни» может быть более сложным, чем простое ветвящееся дерево, поскольку некоторые гены независимо распространились между отдаленно родственными видами[48][49].

Ископаемые останки, наряду со сравнительной анатомией современных организмов, составляют морфологическую (анатомическую) летопись. Такой подход наиболее успешен для организмов, имеющих твёрдые части тела (панцири, кости, зубы). Поскольку прокариоты, такие как бактерии и археи, имеют ограниченный набор общих морфологий, их ископаемые останки не содержат информации об их происхождении.
В результате изучения биохимического сходства между организмами были получены доказательства общего происхождения. Все живые клетки используют один и тот же базовый набор нуклеотидов и аминокислот. Развитие молекулярной генетики выявило запись эволюции, оставленную в геномах организмов: датирование того, когда виды расходились с помощью молекулярных часов, созданных мутациями. Сравнения последовательностей ДНК показали, что у людей и шимпанзе 98 % геномов совпадают, а анализ тех немногих областей, где они различаются, помогает пролить свет на то, когда существовал общий предок этих видов.
Прокариоты (отсутствует клеточное ядро) заселили Землю примерно 3-4 миллиарда лет назад и не менялись в морфологии или клеточной организации в течение следующих нескольких миллиардов лет.
Эукариоты (наличие клеточного ядра) появились между 1,6 и 2,7 миллиарда лет назад. Следующее крупное изменение в структуре клетки произошло, когда бактерии были поглощены эукариотическими клетками в ходе кооперативного взаимодействия, называемого эндосимбиозом. Затем поглощённые бактерии и клетка-хозяин подверглись совместной эволюции, при этом бактерии эволюционировали либо в митохондрии, либо в гидрогеносомы. Другое поглощение цианобактериальных организмов привело к образованию хлоропластов в водорослях и растениях.
Около 610 миллионов лет назад в океанах начали появляться многоклеточные организмы (эдиакарский период). Эволюция многоклеточности произошла в результате множества независимых событий у таких разнообразных организмов, как губки, бурые водоросли, цианобактерии, слизевики и Myxococcales. Около 800 миллионов лет назад незначительное генетическое изменение в одной молекуле,позволило, вероятно, перейти от одноклеточного организма к многоклеточному.
После появления первых многоклеточных организмов, в течение примерно 10 миллионов лет, продолжался кембрийский взрыв (появление множества разнообразных видов). Появилось большинство видов современных животных, а также уникальные линии, которые впоследствии вымерли. Были предложены различные объяснения кембрийского взрыва, включая накопление кислорода в атмосфере в результате фотосинтеза.
Колонизация суши началась около 500 миллионов лет тому назад, первыми были растения и грибы. Ископаемые споры первых наземных растений относятся к ордовику (около 450 миллионов лет назад). В позднем силуре (430 миллион лет тому назад) разнообразие наземных растений увеличилось. Далее появились членистоногие и другие животные. Насекомые были особенно успешны и даже сегодня составляют большинство видов животных. За первыми амфибиями (появились около 364 миллионов лет назад) последовали ранние амниоты и птицы (около 155 миллионов лет назад), млекопитающие (около 129 миллионов лет назад), гоминины (около 10 миллионов лет назад) и современные люди (около 250 000 лет назад). Однако, несмотря на эволюцию этих крупных животных, более мелкие организмы, эволюционировавшие на ранней стадии этого процесса, продолжают быть весьма успешными и доминировать на Земле, а большую часть как биомассы, так и видов составляют прокариоты.
Количества современных видов на Земле — 10 −14 миллионов, из них описано 1,2, а более 86 % ещё не описаны.

## Морские микроорганизмы
Морские микроорганизмы — микроорганизмы, живущие в морской среде (в солёной воде моря или океана или в солоноватой воде прибрежного эстуария). Около 70 % морской биомассы—микроорганизмы.
Микробные маты являются самой ранней формой жизни на Земле, для которой есть хорошие ископаемые доказательства (фоссилии), из микробных матов образуются строматолиты.
Морские микроорганизмы могут быть одноклеточными или многоклеточными, они разнообразны и включают все бактерии и археи, большинство простейших, таких как водоросли, грибы, а также некоторых микроскопических животных, таких как коловратки.
|  | Морские бактерии |
|  |                  |
|  | Морские археи    |
|  |                  |

|  | Морские протисты |
|  |                  |
|  | Микро грибы      |
|  |                  |
|  | Микрофауна       |
|  |                  |

|  | Морские бактерии |
|  |                  |
|  | Морские археи    |
|  |                  |

|  | Морские протисты |
|  |                  |
|  | Микро грибы      |
|  |                  |
|  | Микрофауна       |
|  |                  |

|  | Морские бактерии |
|  |                  |
|  | Морские археи    |
|  |                  |

|  | Морские протисты |
|  |                  |
|  | Микро грибы      |
|  |                  |
|  | Микрофауна       |
|  |                  |

|  | Морские бактерии |
|  |                  |
|  | Морские археи    |
|  |                  |

|  | Морские протисты |
|  |                  |
|  | Микро грибы      |
|  |                  |
|  | Микрофауна       |
|  |                  |

Многие макроскопические животные и растения имеют микроскопические ювенильные стадии. Вирусы (и вироиды) иногда считают микроорганизмами, иногда— неживыми.
Микроорганизмы играют решающую роль в переработке питательных веществ в экосистемах, поскольку они действуют как редуценты. Трофический путь преобразования растворённого органического вещества с участием бактериальной биомассы называется микробной петлёй. Некоторые микроорганизмы являются патогенными (вызывают заболевания). Микробы отвечают практически за весь фотосинтез, происходящий в океане, а также за круговорот углерода, азота, фосфора, других питательных веществ и микроэлементов.

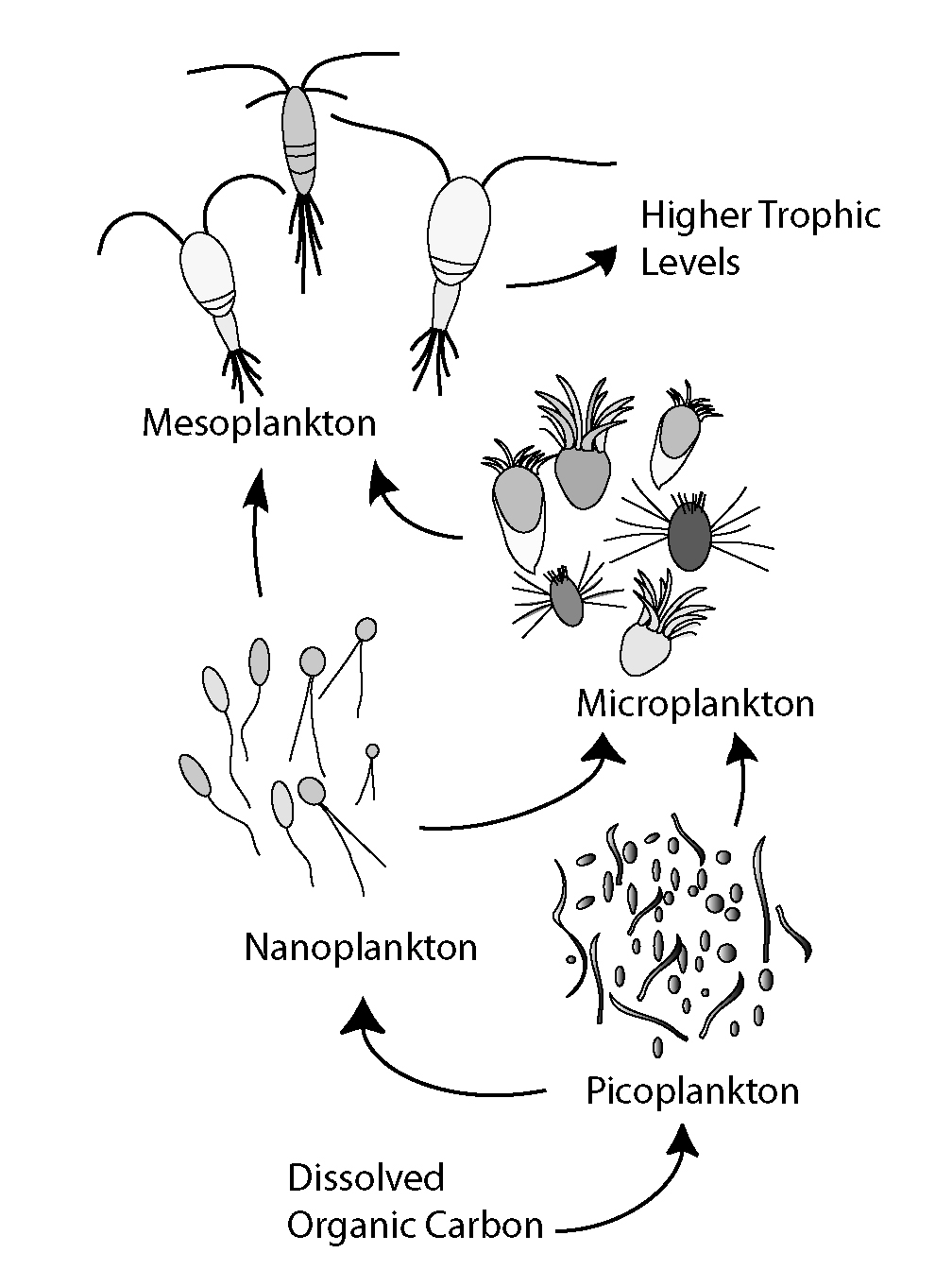
Морская микробная петля

Микроскопическая жизнь под водой разнообразна и до сих пор плохо изучена. Большинство морских вирусов являются бактериофагами, которые безвредны для растений и животных, но необходимы для регуляции экосистем :5. Они заражают и уничтожают бактерии в водных микробных сообществах и являются важнейшим механизмом переработки углерода в морской среде. Высвобождаемые из мёртвых бактериальных клеток органические молекулы стимулируют рост новых бактерий и водорослей :593. Вирусная активность способствует биологическому насосу, процессу, посредством которого углерод поглощается в глубинах океана.

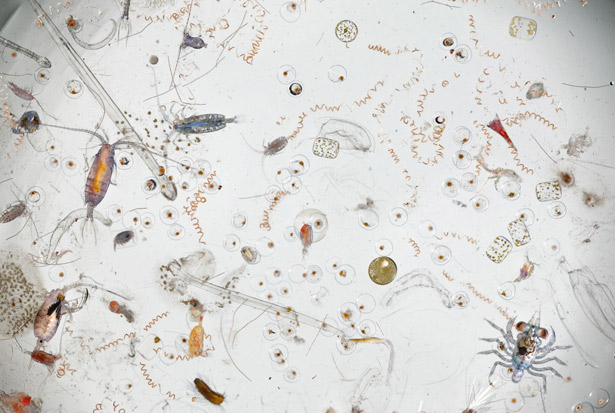
Морская вода под лупой.

Микробы воздуха могут быть над планетой выше погодных систем, но ниже коммерческих воздушных трасс. Морские брызги, содержащие морские микроорганизмы, могут подниматься высоко в атмосферу, превращаясь в аэропланктон. Некоторые заносятся в атмосферу пыльными бурями с суши, но большинство из них происходят от морских микроорганизмов, содержащихся в морских брызгах. Ежедневно на каждом квадратном метре планеты оседают сотни миллионов вирусов и десятки миллионов бактерий.
Если общая масса биосферы достигает 1-4 триллиона тонн, то масса прокариотов (включающая бактерии и археи, но не эукариотные микроорганизмы с ядром) достигает 0,8 триллиона тонн углерода. Одноклеточные барофильные морские микробы были обнаружены на глубине 10 900 м (35 800 футов) в Марианской впадине, самом глубоком месте в океанах Земли. Микроорганизмы живут внутри горных пород на глубине 580 метров ниже морского дна, которое само лежит на глубине 2590 метров  у побережья северо-запада Соединённых Штатов, а также на глубине 2400 метров под морским дном у берегов Японии. Самая высокая известная температура, при которой может существовать микробная жизнь, составляет 122 °C (252 °F) (Methanopyrus kandleri). Существуют микроорганизмы, живущие на глубине 800 метров подо льдом Антарктиды. Микробы можно найти повсюду — они чрезвычайно легко приспосабливаются к условиям и выживают, где бы они ни находились.

### Морские вирусы
Морские вирусы являются наиболее распространенными и разнообразными биологическими объектами в океане, так как их хозяева, бактерии, являются численно доминирующей клеточной жизнью в море. Вирусы, как патогены, не имеющие собственного метаболизма, могут инфицировать все типы форм жизни, от животных и растений до микроорганизмов, включая бактерий и архей. 

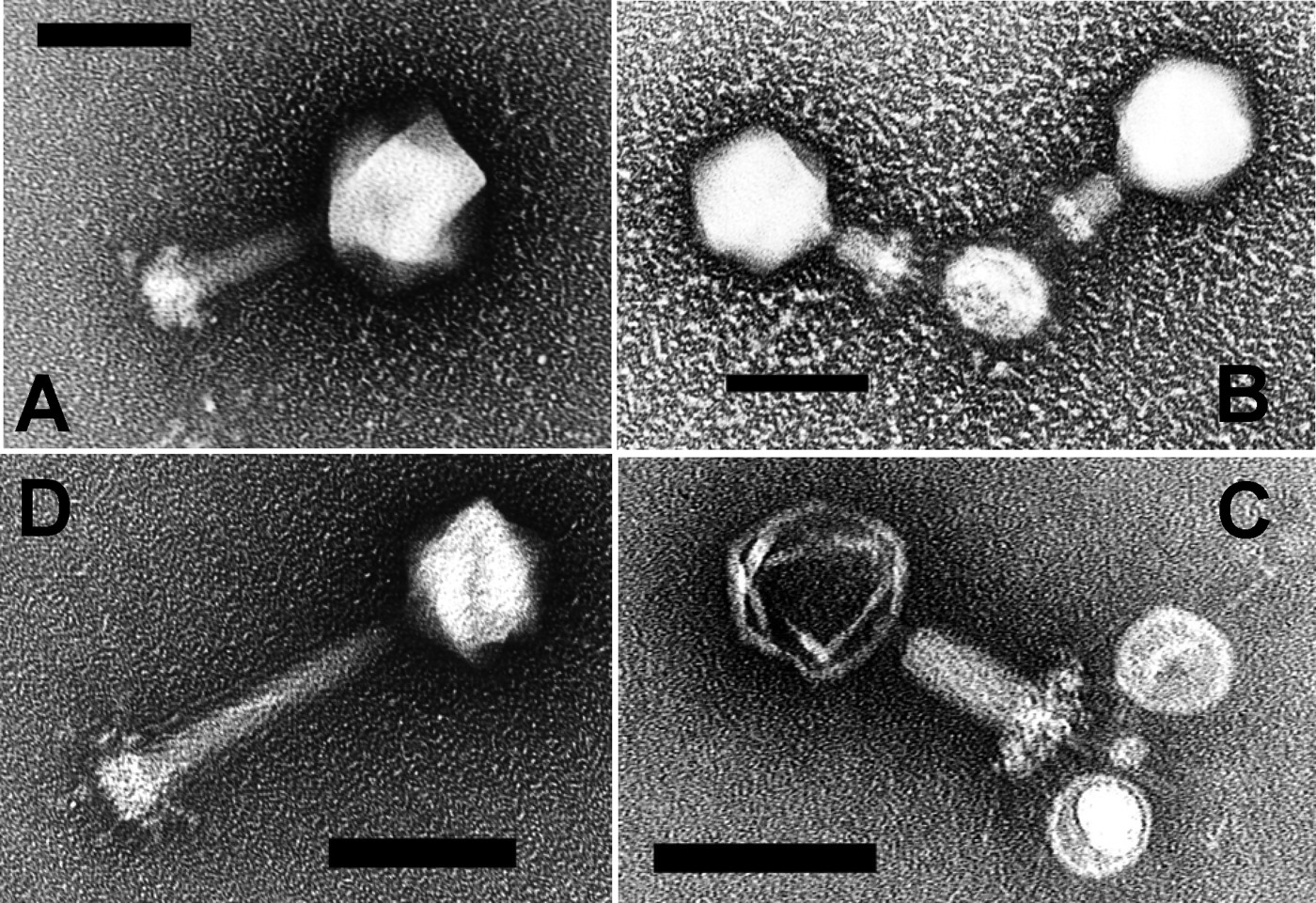
Цианофаги, (масштабные линейки указывают на размер 100 нм)

Мнения относительно того, являются ли вирусы формой жизни или органическими структурами, взаимодействующими с живыми организмами— расходятся. У вирусов отсутствует ключевая характеристика формы жизни для вирусов— клеточная структура. Вирусов считают репликаторами и организмами на грани жизни. Линейный размер среднего вируса составляет примерно одну сотую от размера средней бактерии. Большинство вирусов невозможно увидеть с помощью оптического микроскопа, поэтому вместо этого используются электронные микроскопы.
Вирусы существуют с тех пор, как впервые появились живые клетки, но они не образуют окаменелостей. Полезным средством исследования того, как возникли вирусы являются молекулярные методы
В настоящее время считается, что вирусы, предшествуют разделению жизни на три домена.Оценки численности вирусов в морской воде могут варьироваться в широких пределах. Обычно в каждом мл морской воды содержится от 1 до 10 миллионов вирусов, или примерно в десять раз больше вирусов с двуцепочечной ДНК, чем клеточных организмов.
Микроорганизмы составляют около 70 % морской биомассы. По оценкам, вирусы убивают 20 % этой биомассы каждый день, а в океанах вирусов в 15 раз больше, чем бактерий и архей. Вирусы являются основными агентами уничтожения вредоносного цветения воды. Количество вирусов в океанах уменьшается по мере удаления от берега и погружения в воду, где организмов-хозяев становится меньше.
Caudovirales (хвостатые бактериофаги), по-видимому, доминируют в морских экосистемах по количеству и разнообразию.
Бактериофаги семейств Corticoviridae, Inoviridae и Microviridae заражают различные морские бактерии, а морские бактериофаги паразитируют на морских бактериях и археях, таких как цианобактерии.
Существуют также архейные вирусы, которые размножаются внутри архей: это двухцепочечные ДНК-вирусы необычной, а иногда и уникальной формы. Эти вирусы наиболее подробно изучены у термофильных архей, в частности у отрядов Sulfolobales и Thermoproteales.
Способы происхождение вирусов в эволюционной истории жизни:
- от плазмид — фрагментов ДНК, которые могут перемещаться между клетками
- от бактерий.

Вирусы являются важным средством горизонтального переноса генов, что увеличивает генетическое разнообразие. В ранней эволюции, во времена последнего универсального общего предка жизни на Земле вирусы играли центральную роль. Вирусы по-прежнему являются одним из крупнейших резервуаров неизученного генетического разнообразия на Земле.

### Морские бактерии

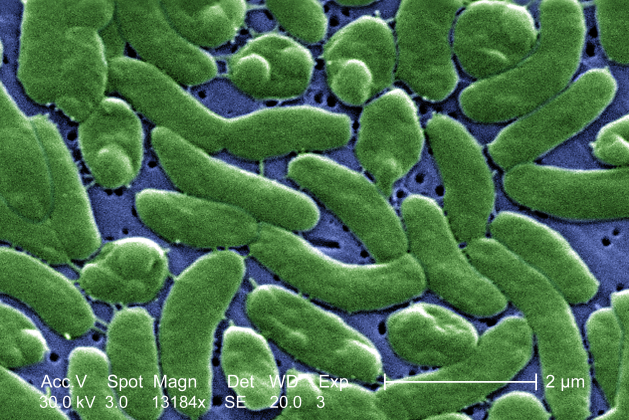
— опасная бактерия, встречающаяся в эстуариях и прибрежных зонах.

К морским прокариотам относятся морские бактерии и археи. Это прокариоты, живущие в морской среде (в солёной воде морей и океанов или в солоноватой воде прибрежных эстуариев). Бактериальный компонент морского планктона, морской бактериопланктон — очень разнообразен.
Бактерии имеют длину несколько микрометров и могут иметь различную форму: от сфер до палочек и спиралей. Бактерии, будучи одними из первых форм жизни, появившихся на Земле, присутствуют не только в морской среде, но и в большинстве местообитаний Земли:
- в почве,
- воде,
- кислых горячих источниках,
- радиоактивных отходах и в глубоких слоях земной коры.

Для морских бактерий, как для бактерий в целом, характерен симбиоз и паразитизм.
Предки современных бактерий —одноклеточные микроорганизмы, первые формы жизни, появившиеся на Земле около 4 миллиардов лет назад. На протяжении примерно 3 миллиардов лет бактерии и археи были доминирующими формами жизни. Существуют бактериальные окаменелости (например, строматолиты), но отсутствие у них отличительной морфологии является препятствием для использования их для изучения истории эволюции бактерий или для датирования времени происхождения определённого вида бактерий. Однако последовательности генов можно использовать для реконструкции бактериальной филогении, и эти исследования показывают, что бактерии сначала отделились от архейной/эукариотической линии. Бактерии также участвовали во втором великом эволюционном расхождении — расхождении архей и эукариот. Эукариоты возникли в результате вступления древних бактерий в эндосимбионт с предками эукариотов, возможно связанных с археями. Протоэукариоты поглощали альфапротеобактериальные симбионты с образованием либо митохондрий, либо гидрогеносом, которые до сих пор встречаются у всех известных эукариот. Позднее некоторые эукариоты, уже содержавшие митохондрии, также поглотили цианобактериоподобные организмы. Это привело к образованию хлоропластов в водорослях и растениях. Существуют также некоторые водоросли, которые возникли в результате ещё более поздних эндосимбиотических событий. Здесь эукариоты поглотили эукариотическую водоросль, которая развилась в пластиду «второго поколения». Это известно как вторичный эндосимбиоз. Хлоропласты глаукофитов имеют слой пептидогликана, свидетельствующий об их эндосимбиотическом происхождении от цианобактерий.
Некоторые представители:
- Самая распространенная бактерия в океане —Candidatus Pelagibacter ubique, играет важную роль в глобальном круговороте углерода.
- одна из самых крупных (самая крупная до открытия Thiomargarita magnifica[122]) известная морская бактерия, Thiomargarita namibiensis, видна невооруженным глазом и иногда достигает 0,75 миллиметров[123][124].
- цианобактерии (при цветении образуют смертельные цианотоксины).
- Бактерии могут образовывать защитный покров на помпейском черве , экстремофиле, встречающемся только в гидротермальных источниках.

### Морские археи

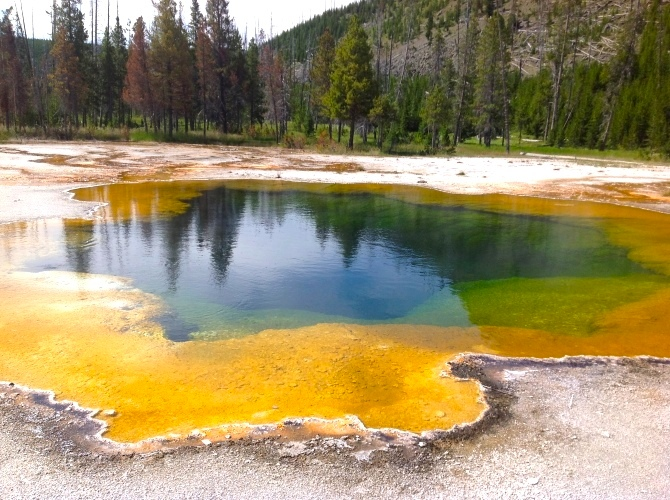
Жёлтая архея, экстремофил, живёт в горячем источнике

Морские археи— морские прокариоты, то есть в их клетках нет клеточного ядра или каких-либо других связанных с мембраной органелл. Классификация архей как бактерий устарела.
Несмотря на морфологическое сходство с бактериями, археи обладают генами и несколькими метаболическими путями, которые более тесно связаны с таковыми у эукариот (ферменты, участвующие в транскрипции и трансляции) . В биохимии архей велика зависимость от эфирных липидов в клеточных мембранах. Археи используют больше источников энергии, чем эукариоты: от органических соединений (сахара) до аммиака, ионов металлов и даже водорода. Солеустойчивые археи (Haloarchaea) используют солнечный свет в качестве источника энергии, а другие виды архей фиксируют углерод; однако, в отличие от растений и цианобактерий, ни один из известных видов архей не делает и того, и другого. Археи размножаются бесполым путем (бинарное деление, фрагментация, почкование); в отличие от бактерий и эукариот, ни один из известных видов не образует спор.
Археи особенно многочисленны в океанах, археи планктона — одна из самых многочисленных групп организмов на планете. Археи играть роль как в круговороте углерода, так и в круговороте азота.
Некоторые представители:
- Галобактерии живут в солёных отложениях (концентрация NaCl не ниже 1,5 моль/л), теперь относятся к археям.
- Морские археи Haloquadratum walsbyi имеют очень странную форму (плоские и квадратные клетки)[128].
- Methanosarcina barkeri — морская архея, вырабатывающая метан.
- Термофильные виды архей Pyrolobus fumarii[англ.] и Pyrococcus furiosus[англ.] выживают при температуре свыше 100 °C.

### Морские простейшие
Морские простейшие(морские протисты) — это эукариоты, которых нельзя отнести к растениям, грибам или животным. Жизнь зародилась в виде одноклеточных, сначала безъядерных прокариотов (бактерии и археи), а затем эволюционировала в более сложные, то есть с наличием ядра, эукариоты. Протисты не являются частью современной кладистики, поскольку являются парафилетическими (не имеют общего предка).
Виды питания простейших:
- растительное,
- животное,
- грибоподобное[129]
- комибинированное[130]

У некоторых простейших заглатывание пищи происходит при помощи специального участка клетки—цитостома.
| подобно растениям       | Морские водоросли       | Автотрофы, производят свою собственную пищу обычно с помощью фотосинтеза.          |  | Красные водоросли, Cyanidium sp.                                                                         | Зелёные водоросли, бурые водоросли, диатомовые водоросли и некоторые динофлагелляты. Растительноподобные простейшие являются важными компонентами фитопланктона. |
| подобно животным        | Простейшие              | Гетеротрофы, получают пищу, потребляя другие организмы.                            |  | Радиолярии (исследовал Эрнст Геккель)                                                                    | Фораминиферы, некоторые морские амёбы, инфузории и жгутиконосцы.                                                                                                 |
| подобно грибам          | Слизевики и Лабиринтулы | Сапротрофы, питаются остатками разложившихся организмов.                           |  | Морские лабиринтулы образуют лабиринтные сети трубок, в которых может перемещаться амёба без ложноножек. | Морские лишайники |
| комбинированное питание | Различные               | Миксотрофы и осмотрофы, которые получают свою пищу из комбинации вышеперечисленных |  | Эвглена, фотосинтезирующий жгутиконосец                                                                  | Инфузории, ризарии, динофлагелляты |

Простейших нелегко классифицировать, выделено 18 типов. Исследования показали, что в океанах, глубоких морских источниках и речных отложениях существует большое разнообразие простейших, что позволяет предположить, что большое количество эукариотических микробных сообществ ещё предстоит открыть. Было проведено мало исследований миксотрофных простейших, но недавние исследования в морской среде показали, что миксотрофные протисты составляют значительную часть биомассы простейших.
В отличие от клеток прокариот, клетки эукариот высокоорганизованы. Растения, животные и грибы обычно многоклеточные и, как правило, макроскопические. Большинство простейших — одноклеточные и микроскопические, за исключением некоторых одноклеточных морских простейших с макроскопическими размерами. Морские слизевики отличаются уникальными жизненными циклами, включающие переключение между одноклеточными, колониальными и многоклеточными формами. Другие морские простейшие не являются ни одноклеточными, ни микроскопическими, например, морские водоросли .
Протисты —таксономическая подборка, куда можно поместить объекты, не вписывающиеся в биологические царства. Некоторые современные авторы предпочитают исключать многоклеточные организмы из традиционного определения протистов, ограничивая протистов одноклеточными организмами. Некоторые исключают морские водоросли и слизевиков.
Некоторые представители:
- Хоанофлагеллаты считаются ближайшими ныне живущими родственниками животных[142].
- Диатомовые водоросли вырабатывают около 20 % мирового производства кислорода[143], они имеют стеклянные клеточные стенки, состоящие из кремния и называемые frustule[англ.] .
- Одноклеточная водоросль Gephyrocapsa oceanica[англ.] (вид Кокколитофориды) является важным биостратиграфическим маркером плейстоцена.
- Зооксантеллы[англ.] — фотосинтезирующие водоросли, живущие внутри хозяев-кораллов.
- Зоохлореллы[англ.] (виды зеленых водорослей) живут в симбиозе с телом водного беспозвоночного животного или простейшего.
- Одноклеточная гигантская амёба[англ.] имеет до 1000 ядер и достигает длины 5 мм. Gromia sphaerica — крупная сферическая амёба (диаметр до 3,8 см), оставляющая грязевые следы на дне моря[144].
- Spiculosiphon oceana — одноклеточная фораминифера, напоминает губку, достигает 5 см в длину.
- Ксенофиофора[англ.]— одноклеточная фораминифера, обитает в абиссальных зонах, диаметр до 20 см.
- Гигантская ламинария (бурые водоросли), не являясь настоящим растением, многоклеточная и может достигать 50 м.

### Морские микроживотные
В стадии детёнышей животные развиваются из микроскопических стадий (споры, яйца и личинки) . Паразитическая Myxozoa (тип Стрекающие) во взрослой форме — одноклеточная и включает морские виды. Другие взрослые морские микроживотные являются многоклеточными. Микроскопические взрослые членистоногие чаще встречаются в пресных водоемах, но есть и морские виды. К микроскопическим взрослым морским ракообразным относятся:
- некоторые веслоногие рачки (10000 морских видов),
- ветвистоусые (водяные блохи)
- тихоходки (водяные медведи).

Некоторые морские нематоды и коловратки также слишком малы, чтобы их можно было распознать невооруженным глазом, как и многие лорициферы, включая недавно обнаруженные анаэробные виды (живут в бескислородной среде). Веслоногие рачки вносят бо́льший вклад во вторичную продуктивность и поглощение углерода мировым океаном, чем любая другая группа организмов. Хотя клещи обычно не считаются морскими организмами, большинство видов семейства морские клещи живут в море. Коловратки, обычно длиной 0,1-0,5 мм, могут выглядеть как простейшие, но состоят из множества клеток и относятся к классу Animalia.
Некоторые представители:
- Pliciloricus enigmaticus[англ.] , длина около 0,2 мм, обитает в пространствах между морским гравием.

### Морские грибы

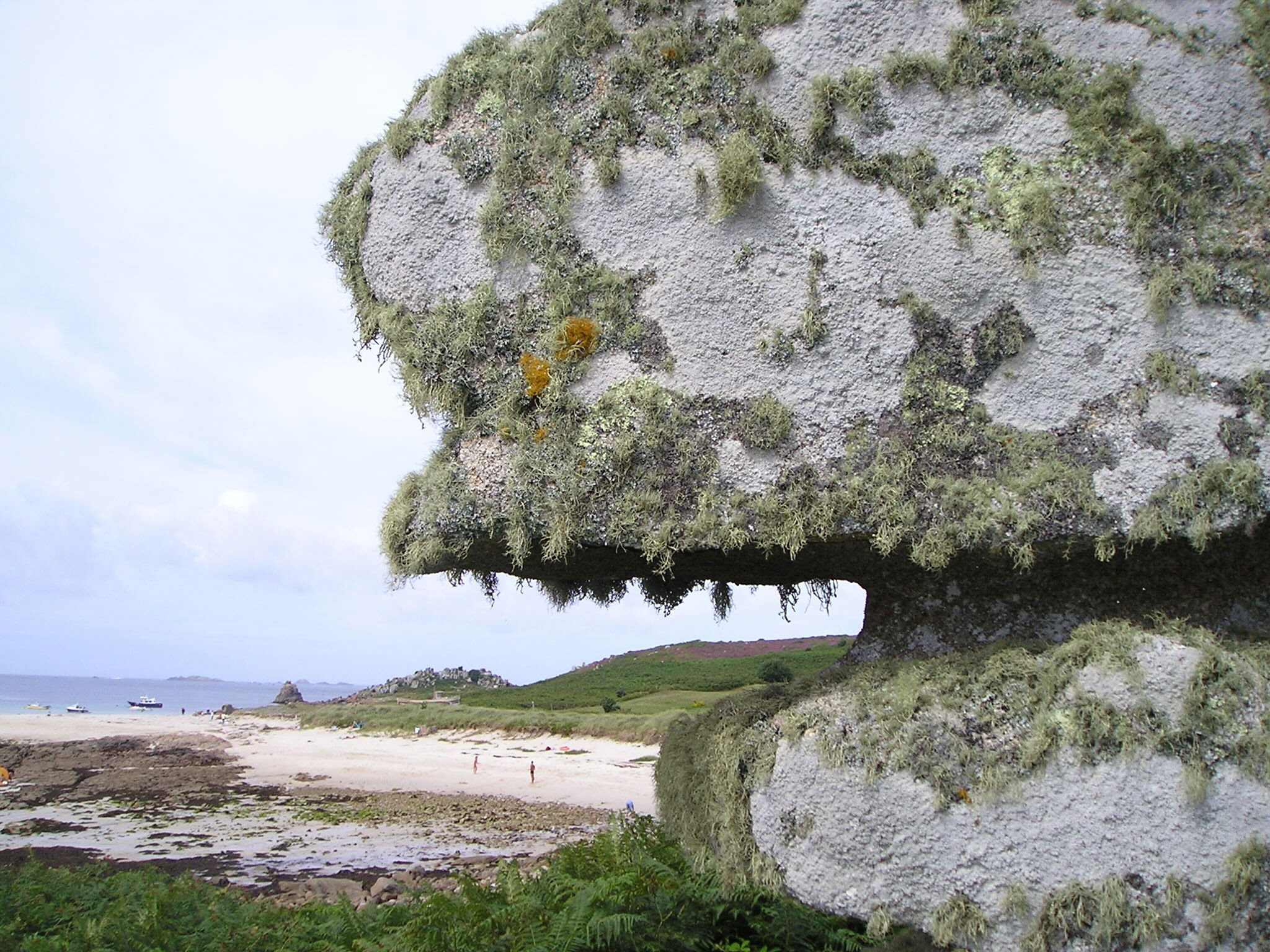
Лишайник на скале в зоне морских заплесков. Лишайники представляют собой мутуалистические ассоциации гриба и водоросли или цианобактерии.

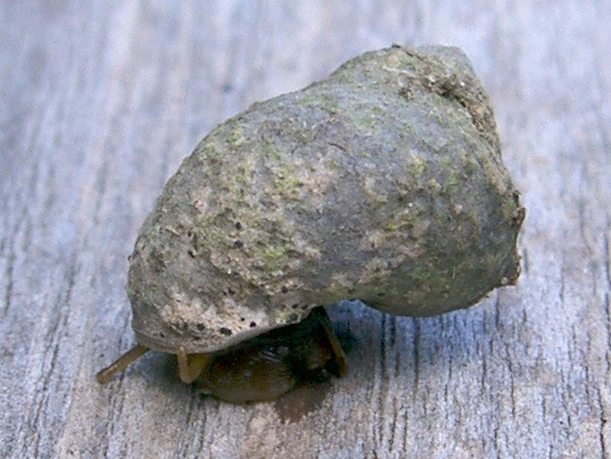
Аскомицетовые грибы на морской улитке Littoraria irrorata

Более 1500 видов грибов обитают в морской среде.
Виды питания морских грибов:
- паразиты морских водорослей или животных
- сапробионты[англ.] (питаются мертвым органическим веществом водорослей, кораллов, цист простейших, морских трав, древесины и других субстратов).

Споры многих видов имеют специальные придатки, которые облегчают прикрепление к субстрату. Морские грибы также можно найти в морской пене и вокруг гидротермальных зон океана. Морские грибы производят разнообразный спектр необычных вторичных метаболитов.
Микопланктон — сапротропный член планктонных сообществ морских и пресноводных экосистем. Его составляют нитевидные свободноживущие грибы и дрожжи, связанные с планктонными частицами или фитопланктоном. Как и бактериопланктон, эти водные грибы играют важную роль в гетеротрофной минерализации и круговороте питательных веществ. Микопланктон может быть до 20 мм в диаметре и более 50 мм в длину.
В миллилитре морской воды содержится около 10 3 — 10 4 грибковых клеток. Сток питательных веществ из наземных сообществ увеличивает это число для прибрежных экосистем и эстуариев. На глубине до 1000 метров разнообразие микопланктона больше вдоль побережий и в поверхностных водах, при этом вертикальный профиль зависит от обилия фитопланктона. Этот профиль меняется между сезонами из-за изменений в доступности питательных веществ. Морские грибы выживают в среде с постоянным дефицитом кислорода и, следовательно, зависят от диффузии кислорода посредством турбулентности и от кислорода, вырабатываемого фототрофами.
Классификация морских грибов:
- Низшие грибы — приспособленные к морской среде обитания (зооспоровые грибы, включая мастигомицеты: оомицеты и хитридиомицеты)
- Высшие грибы — мицелиальные, перешедшие к планктонному образу жизни (гифомицеты, аскомицеты, базидиомицеты). Большинство видов микопланктона — это высшие грибы.[160]

Лишайники —мутуалистические ассоциации гриба, обычно аскомицета, и водоросли или цианобактерии. Несколько лишайников живут в морской среде. В зоне заплеска лишайники занимают различные вертикальные зоны в зависимости от устойчивости к погружению. Некоторые лишайники живут долго; один вид датируется возрастом 8600 лет. Измерение продолжительность жизни лишайников затрудено, поскольку определение одного и того же лишайника не является точным. Лишайники растут путем вегетативного отламывания части, которая может быть определена как один и тот же лишайник, два лишайника разного возраста могут слиться, что ставит вопрос о том, являются ли они одним и тем же лишайником. Морская улитка Littoraria irrorata повреждает растения рода Spartina в морских болотах, где она обитает, что позволяет спорам приливно-отливных аскомицетовых грибов колонизировать растение. Затем улитка предпочитает поедать грибковые наросты, а не саму траву.
Грибы появились в конце протерозоя, 900—570 миллионов лет назад. В Китае обнаружены ископаемые морские лишайники возрастом 600 миллионов лет. Существует гипотеза о происхождении микопланктона от наземных грибов, вероятно, в палеозойскую эру (390 миллионов лет назад).

## Морские животные

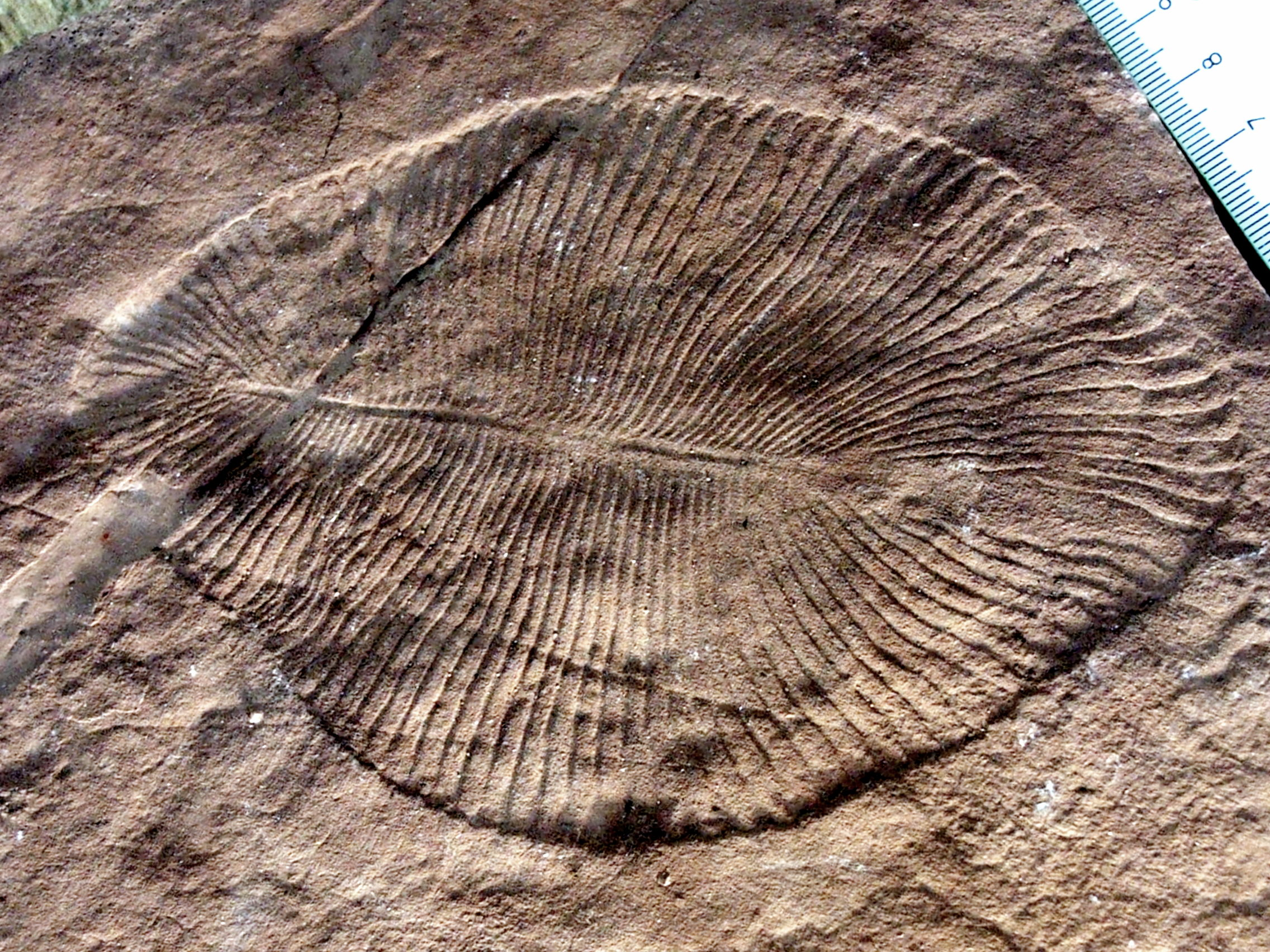
Дикинсония, возможно, является самым ранним животным. Они появляются в палеонтологической летописи 571—541 миллионов лет назад.

### Эволюция
Самые ранние животные — морские беспозвоночные, позвоночные появились позже. Животные — многоклеточные эукариоты, их отличие от растений, водорослей и грибов —в отсутствии клеточных стенок. Морские беспозвоночные(30 типов) — это животные, которые населяют морскую среду, за исключением позвоночных представителей типа хордовых; у беспозвоночных отсутствует позвоночник. У некоторых развился панцирь или твердый экзоскелет.
Самые ранние окаменелости животных— род Дикинсонии возрастом от 571 до 541 миллиона лет. По форме напоминают двусторонне-симметричный ребристый овал. Они продолжали расти до тех пор, пока не покрывались слоем осадка или не погибали иным образом. Большую часть своей жизни они были прочно прикреплены к осадку. Их таксономическое родство в настоящее время неизвестно, но их способ роста указывает на близость к двусторонне-симметричным.
Также к ранним общепризнанным ископаемым животным относят тип стрекающих (кораллы, медузы, актинии и гидры), возможно их возраст— около 580 млн лет.
Эдиакарская биота, процветавшая в течение последних 40 миллионов лет до начала кембрия — первые животные длиной более нескольких сантиметров. Подобно Dickinsonia, многие из них были плоскими, было предложено классифицировать их как отдельное царство Vendozoa. Другие были интерпретированы как ранние моллюски (Кимбререллы), иглокожие (Arkarua) и членистоногие (Сприггина, Парванкорины). Споры о классификации этих образцов продолжаются. Кимберелла— трехслойное билатеральное животное, значительно более сложное, чем стрекающие.
Мелкая ракушковая фауна представляет собой весьма неоднородную коллекцию окаменелостей, датируемую между поздним эдиакарским и средним кембрийским периодами. Самые ранние из них, Клаудины, демонстрирует признаки успешной защиты от хищников и могут указывать на начало эволюционной гонки вооружений. Некоторые «броневые пластины» (Halkieria и Microdictyon), были в конечном итоге идентифицированы, когда в кембрийских лагерштеттах были найдены более полные образцы, сохранившие мягкотелых животных.

### Планы строения тела и типы

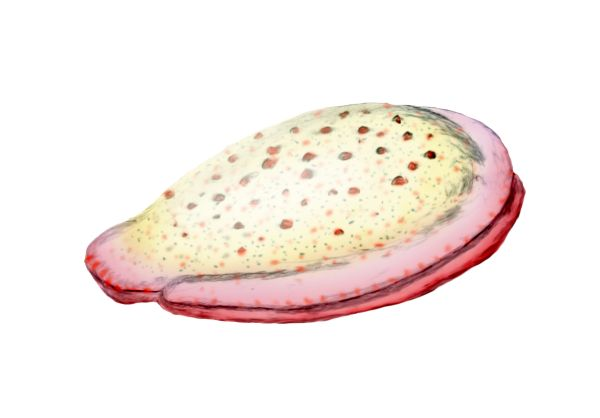
Кимберелла — ранний моллюск, важный для понимания кембрийского взрыва.

Беспозвоночные сгруппированы в различные типы. Неформально типы можно рассматривать как способ группировки организмов в соответствии с их планом строения :33 (чертёж, описывающий форму или морфологию организма, например, его симметрию, сегментацию и расположение конечностей). Идея о планах строения тела возникла для позвоночных, которых объединяли в один тип. Беспозвоночные состоят из многих типов или планов строения тела. Зоолог Карл Линней выделил два плана строения тела за пределами позвоночных, Кювье — три, а Геккель — четыре, а также ещё восемь у протистов, то есть в общей сложности двенадцать. Для сравнения, число типов, признанных современными зоологами, возросло до 35.

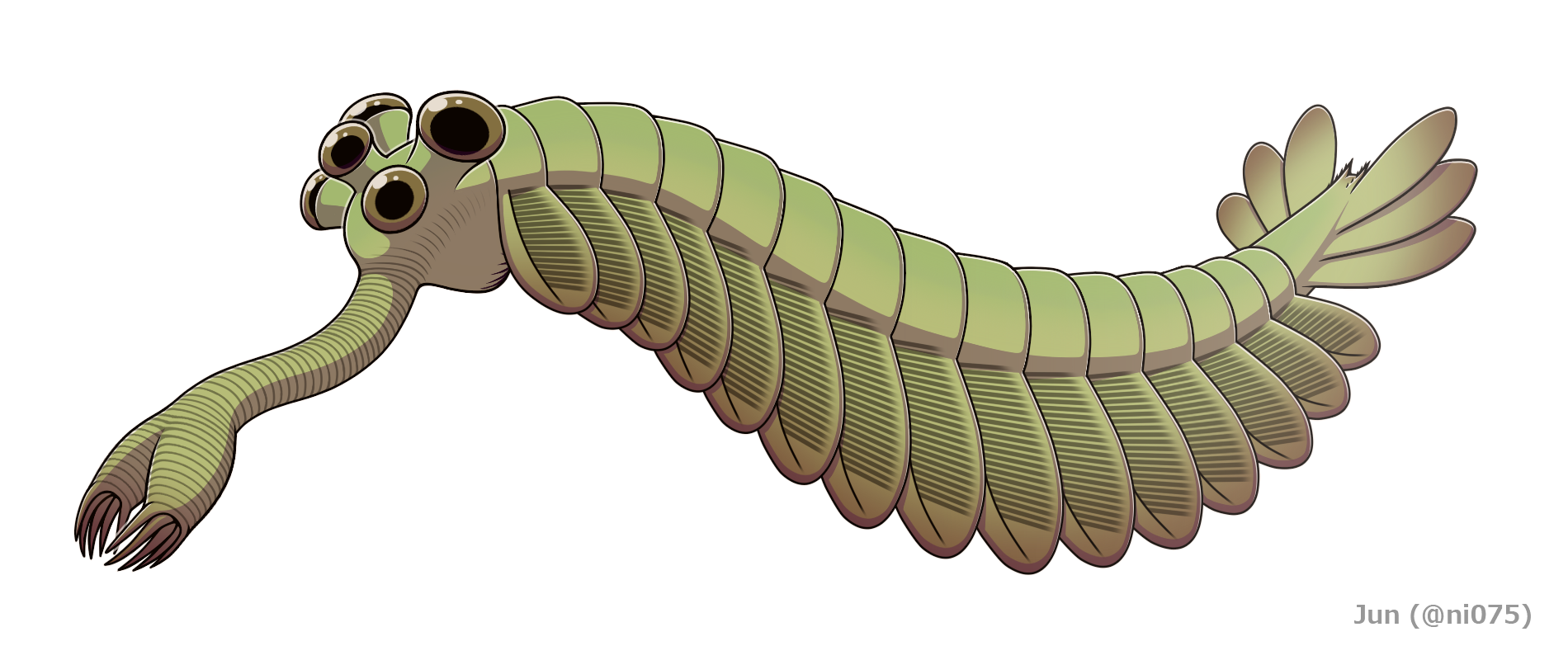
Опабиния, вымершая группа стволовых членистоногих, появилась в среднем кембрии

Хотя планы строения тела быстро развивались во время кембрийского взрыва, более детальное понимание эволюции животных предполагает постепенное развитие планов строения тела на протяжении раннего палеозоя и позже.
Два способа определения фенюма:
- группа организмов с морфологическим или эволюционным сходством (фенетическое определение)
- группа организмов с определённой степенью эволюционного родства (филогенетическое определение).

### Древнейшие животные
Базальная группа животных (самые ранние животные, появившиеся в ходе эволюции) — морские беспозвоночные организмы. Древнейшими типами животных являются губки, гребневики, пластинчатые и стрекающие. Ни один из представителей этих клад не демонстрирует строения тела с двусторонней симметрией.
|  | Стрекающие имеют щупальца с жалами – радиальная симметрия                                     |
|  |                                                                                               |
|  | \| \| Двусторонне-симметричныеs все остальные животные – двусторонняя симметрия → \| \| \| \| |
|  |                                                                                               |
|  | Двусторонне-симметричныеs все остальные животные – двусторонняя симметрия →                   |
|  |                                                                                               |

|  | Двусторонне-симметричныеs все остальные животные – двусторонняя симметрия → |
|  |                                                                             |

|  | Стрекающие имеют щупальца с жалами – радиальная симметрия                                     |
|  |                                                                                               |
|  | \| \| Двусторонне-симметричныеs все остальные животные – двусторонняя симметрия → \| \| \| \| |
|  |                                                                                               |
|  | Двусторонне-симметричныеs все остальные животные – двусторонняя симметрия →                   |
|  |                                                                                               |

|  | Двусторонне-симметричныеs все остальные животные – двусторонняя симметрия → |
|  |                                                                             |

|  | Стрекающие имеют щупальца с жалами – радиальная симметрия                                     |
|  |                                                                                               |
|  | \| \| Двусторонне-симметричныеs все остальные животные – двусторонняя симметрия → \| \| \| \| |
|  |                                                                                               |
|  | Двусторонне-симметричныеs все остальные животные – двусторонняя симметрия →                   |
|  |                                                                                               |

|  | Двусторонне-симметричныеs все остальные животные – двусторонняя симметрия → |
|  |                                                                             |

|  | Стрекающие имеют щупальца с жалами – радиальная симметрия                                     |
|  |                                                                                               |
|  | \| \| Двусторонне-симметричныеs все остальные животные – двусторонняя симметрия → \| \| \| \| |
|  |                                                                                               |
|  | Двусторонне-симметричныеs все остальные животные – двусторонняя симметрия →                   |
|  |                                                                                               |

|  | Двусторонне-симметричныеs все остальные животные – двусторонняя симметрия → |
|  |                                                                             |

|  | Стрекающие имеют щупальца с жалами – радиальная симметрия                                     |
|  |                                                                                               |
|  | \| \| Двусторонне-симметричныеs все остальные животные – двусторонняя симметрия → \| \| \| \| |
|  |                                                                                               |
|  | Двусторонне-симметричныеs все остальные животные – двусторонняя симметрия →                   |
|  |                                                                                               |

|  | Двусторонне-симметричныеs все остальные животные – двусторонняя симметрия → |
|  |                                                                             |

|  | Стрекающие имеют щупальца с жалами – радиальная симметрия                                     |
|  |                                                                                               |
|  | \| \| Двусторонне-симметричныеs все остальные животные – двусторонняя симметрия → \| \| \| \| |
|  |                                                                                               |
|  | Двусторонне-симметричныеs все остальные животные – двусторонняя симметрия →                   |
|  |                                                                                               |

|  | Двусторонне-симметричныеs все остальные животные – двусторонняя симметрия → |
|  |                                                                             |

|  | Стрекающие имеют щупальца с жалами – радиальная симметрия                                     |
|  |                                                                                               |
|  | \| \| Двусторонне-симметричныеs все остальные животные – двусторонняя симметрия → \| \| \| \| |
|  |                                                                                               |
|  | Двусторонне-симметричныеs все остальные животные – двусторонняя симметрия →                   |
|  |                                                                                               |

|  | Двусторонне-симметричныеs все остальные животные – двусторонняя симметрия → |
|  |                                                                             |

|  | Стрекающие имеют щупальца с жалами – радиальная симметрия                                     |
|  |                                                                                               |
|  | \| \| Двусторонне-симметричныеs все остальные животные – двусторонняя симметрия → \| \| \| \| |
|  |                                                                                               |
|  | Двусторонне-симметричныеs все остальные животные – двусторонняя симметрия →                   |
|  |                                                                                               |

|  | Двусторонне-симметричныеs все остальные животные – двусторонняя симметрия → |
|  |                                                                             |

Было много споров о том, какой тип беспозвоночных, губки или гребневики, является наиболее базальным. В настоящее время губки более широко считаются наиболее базальными

#### Морские губки

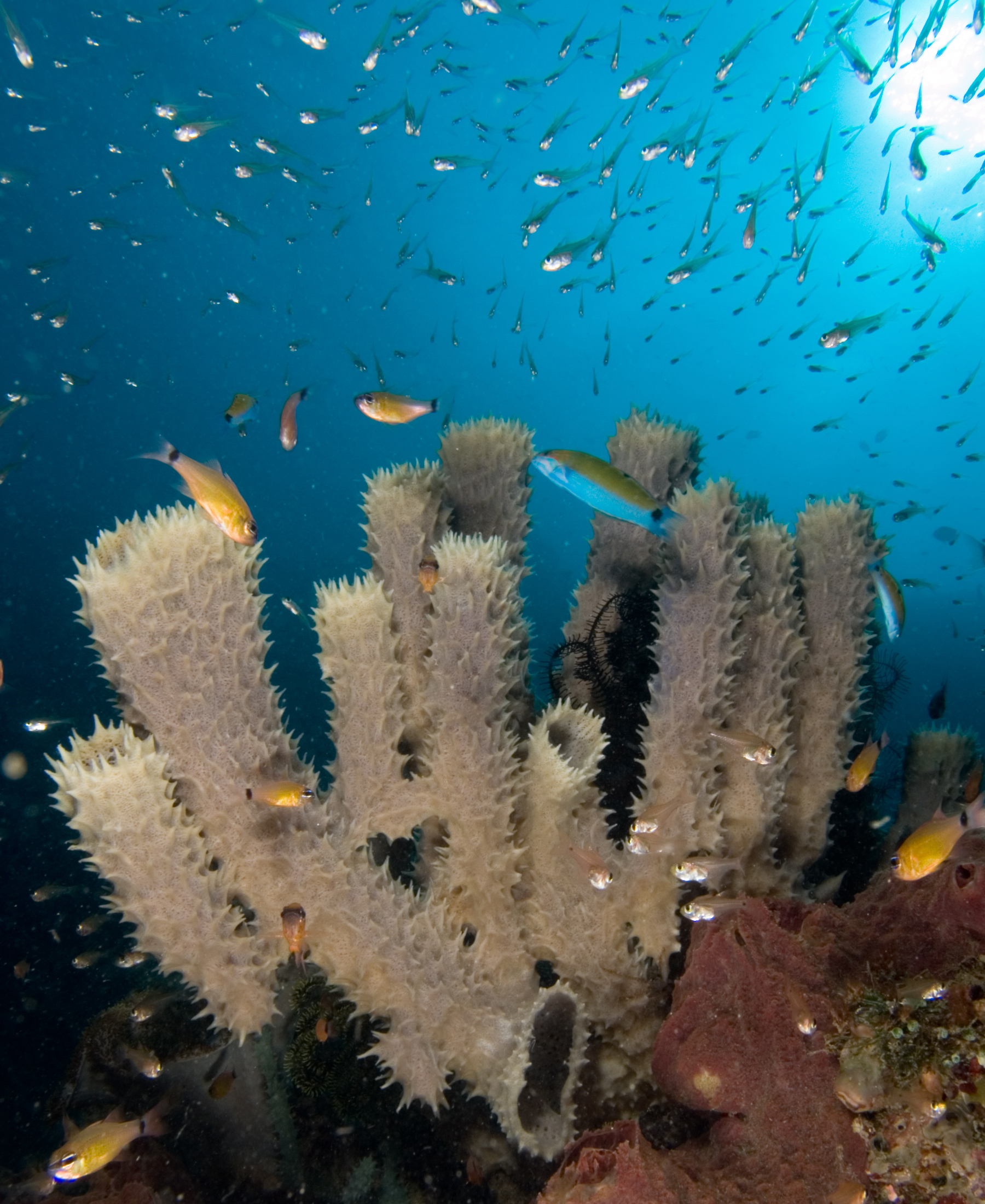
Губки—примитивные животные. У них нет нервной, пищеварительной и кровеносной систем.

Губки — многоклеточные животные, поры и каналы в телах которых позволяют воде циркулировать по ним. Состоят из желеобразного мезохила, расположенного между двумя тонкими слоями клеток. У них есть неспециализированные клетки, которые могут трансформироваться в другие типы и которые в этом процессе часто мигрируют между основными клеточными слоями и мезофиллом. У губок нет нервной, пищеварительной и кровеносной систем .
Признаки схожести губок с другими животными:
- многоклеточные,
- гетеротрофные,
- не имеют клеточных стенок
- производят сперму .

Признаки отличия губок от других животных:
- отсутствуют настоящие ткани и органы
- отсутствует симметрия тела.

Формы тел губок адаптированы для максимально эффективного прохождения потока воды через центральную полость, где она откладывает питательные вещества, и выхода через отверстие, называемое оскулумом . Многие губки имеют внутренние скелеты из спонгина и/или спикул из карбоната кальция или диоксида кремния. Все губки —сидячие водные животные. Известно 5000-10000 видов губок. Хотя существуют пресноводные виды, подавляющее большинство из них — морские, обитающие от приливных зон до глубин, превышающих 8800 метров . Некоторые губки живут до глубокой старости; есть данные, что глубоководная стеклянная губка Monorhaphis chuni живёт около 11 000 лет.
Пища губок:
- бактерии и другие пищевые частицы в воде, (большинство видов)
- некоторые губки используют в качестве эндосимбионтов фотосинтезирующие микроорганизмы, и эти союзы часто производят больше пищи и кислорода, чем потребляют.
- несколько видов губок, обитающих в среде с недостатком пищи, стали плотоядными животными, питающимися в основном мелкими ракообразными .

Карл Линней ошибочно определил губки растениями отряда водорослей. Долгое время после этого губки относили к отдельному подцарству Прометазои (что означает "рядом с животными «). В настоящее время их классифицируют как парафилетический тип от которого произошли высшие животные.
Некоторые представители:
- Callyspongia aculeata[англ.]
- Euplectella aspergillum, „Корзинка Венеры“, стеклянная губка, обитает на глубине 2572 метра
- Xestospongia testudinaria[англ.], бочкообразная губка
- Monorhaphis[англ.], долгоживущая губка (11 тыс. лет).

#### Гребневики
Гребневики — тип моллюсков, обитающих по всему миру в морских водах. Это самые крупные неколониальные животные, плавающие с помощью ресничек (волосков или гребней). Прибрежные виды обладают прочностью и противостоят волнам и завихряющимся осадкам, но некоторые океанические виды настолько хрупкие и прозрачные, что их очень трудно сохранить в нетронутом виде для изучения. В прошлом считалось, что гребневики занимают мало места в океане, но теперь известно, что они часто являются значительной и даже доминирующей частью планктонной биомассы :269.

Известно 150 видов, формы тела широко варьируются. Размеры могут изменяться от нескольких миллиметров до 1,5 метров. Цидипповые имеют яйцевидную форму, их реснички расположены в восьми радиальных рядах гребней, а для захвата добычи они используют втягивающиеся щупальца. Бентосные платиктениды, как правило, не имеют гребней и плоские. У прибрежных бероидов —зияющие рты и отсутствуют щупальца. Большинство взрослых гребневиков охотятся на микроскопических личинок, коловраток и мелких ракообразных, а бероиды охотятся на других гребневиков.

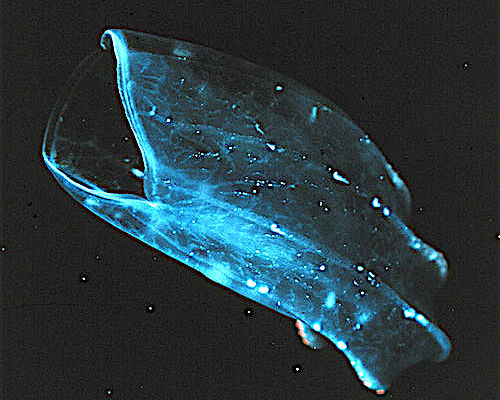
Бероидный гребневик, разинув рот, охотится на других гребневиков.

Ранее гребневиков объединяли с книдариями из-за следующего сходства:
- необходимость для пищеварения и дыхания потока воды через полость тела
- наличие вместо мозга децентрализованной нервной сети
- тела состоят из желеобразной массы, при этом один слой клеток находится снаружи, а другой выстилает внутреннюю полость.

Отличия гребневиков и кридарий:
- у гребневиков слои тела имеют толщину в две клетки, тогда как у книдарий — в одну.
- в то время как книдарии демонстрируют радиальную симметрию, гребневики имеют два анальных канала, которые демонстрируют бирадиальную симметрию (полуоборотную вращательную симметрию).[203].

Положение гребневиков в эволюционном генеалогическом древе животных уже давно является предметом споров, и в настоящее время большинство учёных придерживается мнения, основанного на молекулярной филогенетике, что книдарии и билатерии более тесно связаны друг с другом, чем каждый из них с гребневиками :222.
Некоторые представители:
- цидипповые
- Coeloplana astericola[англ.], ползучие гребневики
- лопастеносные,
- Mnemiopsis leidyi, морской грецкий орех с транзитным анусом.

#### Пластинчатые
Пластинчатые (Placozoa) —животные с самым простым строением среди всех животных. Это базальная форма свободноживущих (непаразитических) многоклеточных организмов, не имеющих общего названия.. Обитают в морской среде и образуют тип, содержащий до сих пор только три описанных вида, из которых первый, классический Trichoplax adhaerens ( открыт в 1883 году). С 2017 года было обнаружено ещё два вида, а генетические методы указывают на то, что этот тип имеет ещё от 100 до 200 неописанных видов.
Trichoplax — небольшое, уплощенное животное (диаметр около 1 мм, 25 мкм толщиной). Подобно амёбам постоянно меняют свою внешнюю форму. У него отсутствуют ткани и органы. Явной симметрии тела не наблюдается, поэтому невозможно отличить переднюю часть от задней или левую от правой. Он состоит из нескольких тысяч клеток шести типов, расположенных в трёх отдельных слоях. Наружный слой простых эпителиальных клеток имеет реснички, которые животное использует, чтобы ползать по морскому дну. Питается, захватывая и впитывая пищевые частицы (в основном микробы и органический детрит) своей нижней частью.

#### Морские стрекающие

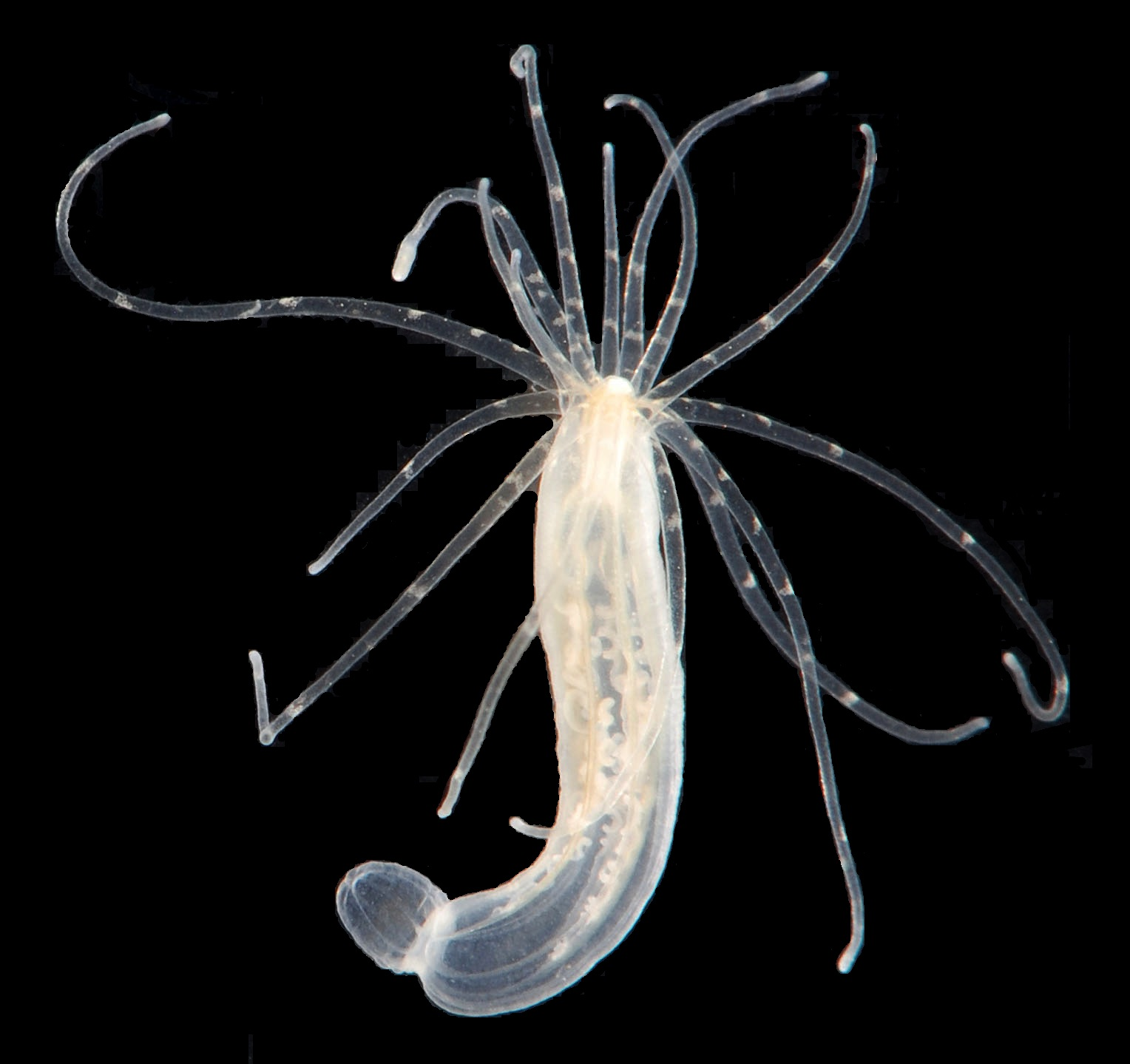
Кишечнополостные, такие как эта (актиния-звездочка), являются простейшими животными, организующими клетки в ткани. Однако у них есть те же гены, которые формируют голову позвоночных (включая человека).

Тип стрекающие (книдарии) включает более 10 000 видов животных, обитающих исключительно в водной (в основном морской) среде. Стрекательные клетки (книдоциты) используются, в основном, для захвата добычи. К „Стрекающим“ относятся кораллы, актинии, медузы и гидроидные. Их тела состоят из мезоглеи — желеобразного вещества, зажатого между двумя слоями эпителия, толщина которого, в основном, составляет одну клетку. У них есть две основные формы тела: плавающие медузы и сидячие полипы, обе из которых радиально симметричны. Рты окружены щупальцами, несущими книдоциты. Обе формы имеют одно отверстие и полость тела, которые используются для пищеварения и дыхания.
Ископаемые остатки» Стрекающих" были обнаружены в породах возрастом 580 миллионов лет, им свойственно образовывать минерализованные структуры. В настоящее время учёные полагают, что стрекающие, гребневики и двусторонне-симметричные (билатерии) более тесно связаны с известковыми губками, чем те с другими губками, и что коралловые полипы являются эволюционными «тетями» или «сестрами» других книдарий и наиболее тесно связаны с билатериями.
Стрекающие — простейшие животные, клетки которых организованы в ткани. Модельный организм в исследованиях —Starlet sea anemone (актиния-звездочка) (), за ним легко ухаживать в лабораторных условиях, и для него был разработан протокол, позволяющий получать большое количество эмбрионов ежедневно. Существует примечательная степень сходства в сохранении последовательности генов и сложности между Starlet sea anemone и позвоночными (в частности, гены, отвечающие за формирование головы у позвоночных, присутствуют и тех и у других).
Актинии часто встречаются в приливных бассейнах, их щупальца жалят и парализуют мелкую рыбу.
Рост кораллов может формировать атолл.
Некоторые представители:
- Nematostella vectensis, роющая актиния
- Pandea rubra[англ.], красная медуза-бумажный фонарь[218]
- Португальский кораблик
- Marrus orthocanna, состоит из двух типов зооидов
- Порпита, состоит из колонии гидроидов[англ.][219]
- Волосистая цианея, самая большая известная медуза[220]
- Turritopsis dohrnii, медуза, достигающая биологического бессмертия путём переноса своих клеток обратно в детство[221][222]
- Chironex fleckeri, самая смертоносная медуза в мире[223]

## Двусторонние беспозвоночные животные

Билатеральный план строения тела. Противоположные кольцевые и продольные мышцы обеспечивают перистальтическое движение.

Некоторые из самых ранних двусторонне-симметричных (билатерии) были червеобразными, возможно донными червями, с телом, которое можно представить в виде цилиндра с кишечником, проходящим между двумя отверстиями: ртом и анусом. Вокруг кишечника расположена внутренняя полость тела — целом или псевдоцелом. Животные с двусторонне-симметричным планом тела имеют головной (передний) и хвостовой (задний) конец, а также спину (дорсальная часть) и живот (вентральная часть); поэтому у них также есть левая сторона и правая сторона.

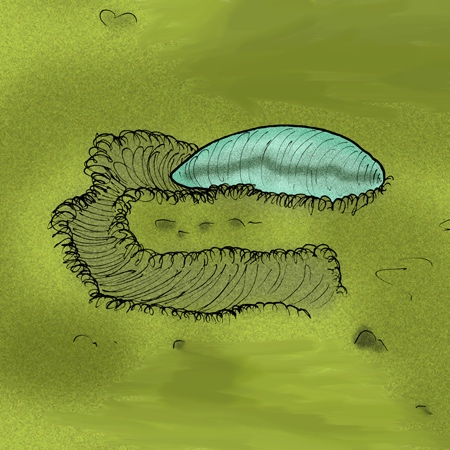
Ikaria wariootia, вымерший вид

Наличие передней части тела, сталкивающейся с такими стимулами, как пища, способствует развитию головы с органами чувств и ртом (цефализация). У многих билатерий есть комбинация кольцевых мышц (сужают тело, делая его длиннее) и набор продольных мышц, укорачивающих тело, что позволяет мягкотелым животным с гидроскелетом двигаться с помощью перистальтики. У многих типов билатеральных животных первичные личинки плавают с помощью ресничек и имеют апикальный орган, содержащий сенсорные клетки. Однако существуют исключения из каждой из этих характеристик; например, взрослые иглокожие радиально симметричны (в отличие от их личинок), а некоторые паразитические черви имеют чрезвычайно упрощённую структуру тела.
Эмбриологическое происхождение рта и ануса является основой для разделения билатеральных животных на две группы: первичноротых и вторичноротых .
|  | базальные билатерии (отсутствует настоящий кишечник) |
|  |                                                      |

|  | первым развивается рот → |
|  |                          |

|  | первым развивается анус, рот во вторую очередь → |
|  |                                                  |

|  | первым развивается рот → |
|  |                          |

|  | первым развивается анус, рот во вторую очередь → |
|  |                                                  |

|  | базальные билатерии (отсутствует настоящий кишечник) |
|  |                                                      |

|  | первым развивается рот → |
|  |                          |

|  | первым развивается анус, рот во вторую очередь → |
|  |                                                  |

|  | первым развивается рот → |
|  |                          |

|  | первым развивается анус, рот во вторую очередь → |
|  |                                                  |

### Первичноротые
Первичноротые — надтип животных, сестринская клада вторичноротых, с которой она образует кладу нефрозоа. Способ развития эмбрионов является главным отличием первичноротых от вторичноротых. У первичноротых первое развивающееся отверстие становится ртом, а у вторичноротых — анусом.
|  | Scalidophora Приапулиды и Киноринхи                                                 |
|  |                                                                                     |
|  | \| \| Членистоногиеs в основном Ракообразные \| \| \| \| \| \| Нематоды \| \| \| \| |
|  |                                                                                     |
|  | Членистоногиеs в основном Ракообразные                                              |
|  |                                                                                     |
|  | Нематоды                                                                            |
|  |                                                                                     |

|  | Членистоногиеs в основном Ракообразные |
|  |                                        |
|  | Нематоды                               |
|  |                                        |

|  | Коловратки       |
|  |                  |
|  | Щетинкочелюстные |
|  |                  |

|              | Плоские черви                                                                                        |
|              | |
| Лофотрохозои | \| \| Моллюски Брюхоногие, Двустворчатые и Головоногие \| \| \| \| \| \| Кольчатые черви \| \| \| \| |
| 550 млн. лет | \| \| Моллюски Брюхоногие, Двустворчатые и Головоногие \| \| \| \| \| \| Кольчатые черви \| \| \| \| |
|              | Моллюски Брюхоногие, Двустворчатые и Головоногие                                                     |
|              | |
|              | Кольчатые черви                                                                                      |
|              | |

|  | Моллюски Брюхоногие, Двустворчатые и Головоногие |
|  |                                                  |
|  | Кольчатые черви                                  |
|  |                                                  |

|  | Коловратки       |
|  |                  |
|  | Щетинкочелюстные |
|  |                  |

|              | Плоские черви                                                                                        |
|              | |
| Лофотрохозои | \| \| Моллюски Брюхоногие, Двустворчатые и Головоногие \| \| \| \| \| \| Кольчатые черви \| \| \| \| |
| 550 млн. лет | \| \| Моллюски Брюхоногие, Двустворчатые и Головоногие \| \| \| \| \| \| Кольчатые черви \| \| \| \| |
|              | Моллюски Брюхоногие, Двустворчатые и Головоногие                                                     |
|              | |
|              | Кольчатые черви                                                                                      |
|              | |

|  | Моллюски Брюхоногие, Двустворчатые и Головоногие |
|  |                                                  |
|  | Кольчатые черви                                  |
|  |                                                  |

|  | Scalidophora Приапулиды и Киноринхи                                                 |
|  |                                                                                     |
|  | \| \| Членистоногиеs в основном Ракообразные \| \| \| \| \| \| Нематоды \| \| \| \| |
|  |                                                                                     |
|  | Членистоногиеs в основном Ракообразные                                              |
|  |                                                                                     |
|  | Нематоды                                                                            |
|  |                                                                                     |

|  | Членистоногиеs в основном Ракообразные |
|  |                                        |
|  | Нематоды                               |
|  |                                        |

|  | Коловратки       |
|  |                  |
|  | Щетинкочелюстные |
|  |                  |

|              | Плоские черви                                                                                        |
|              | |
| Лофотрохозои | \| \| Моллюски Брюхоногие, Двустворчатые и Головоногие \| \| \| \| \| \| Кольчатые черви \| \| \| \| |
| 550 млн. лет | \| \| Моллюски Брюхоногие, Двустворчатые и Головоногие \| \| \| \| \| \| Кольчатые черви \| \| \| \| |
|              | Моллюски Брюхоногие, Двустворчатые и Головоногие                                                     |
|              | |
|              | Кольчатые черви                                                                                      |
|              | |

|  | Моллюски Брюхоногие, Двустворчатые и Головоногие |
|  |                                                  |
|  | Кольчатые черви                                  |
|  |                                                  |

|  | Коловратки       |
|  |                  |
|  | Щетинкочелюстные |
|  |                  |

|              | Плоские черви                                                                                        |
|              | |
| Лофотрохозои | \| \| Моллюски Брюхоногие, Двустворчатые и Головоногие \| \| \| \| \| \| Кольчатые черви \| \| \| \| |
| 550 млн. лет | \| \| Моллюски Брюхоногие, Двустворчатые и Головоногие \| \| \| \| \| \| Кольчатые черви \| \| \| \| |
|              | Моллюски Брюхоногие, Двустворчатые и Головоногие                                                     |
|              | |
|              | Кольчатые черви                                                                                      |
|              | |

|  | Моллюски Брюхоногие, Двустворчатые и Головоногие |
|  |                                                  |
|  | Кольчатые черви                                  |
|  |                                                  |

#### Морские черви
Морские черви встречаются в таких типах, как кольчатые черви, щетинкочелюстные, форониды, полухордовые (см. список). Все черви, за исключением полухордовых, являются первичноротыми. Полухордовые относятся к вторичноротым.
У червей длинное цилиндрическое трубчатое тело и отсутствуют конечности. Размеры морских червей могут меняться от микроскопических до более 1 метра в длину для некоторых морских многощетинковых червей и до 58 метров для Lineus longissimus. Некоторые морские черви паразитируют внутри тел других животных, в то время как другие живут в морской среде или под землёй. Специализированные щупальца используются для обмена кислородом и углекислым газом, а также могут использоваться для размножения. Некоторые морские черви являются погонофорами, (например, рифтия, обитающая в водах вблизи подводных вулканов и выдерживающая температуру до 90 градусов по Цельсию). Плоские черви образуют ещё один тип червей, включающий класс паразитических ленточных червей.
Нематоды (круглые черви) представляют собой ещё один тип червей с трубчатой пищеварительной системой и отверстиями на обоих концах. Описано более 25 000 видов нематод, из них более половины —паразиты. Ещё миллион — не описаны. Встречаются в каждой части литосферы Земли, от вершин гор до дна океанических впадин. Подсчитано, что нематоды составляют 90 % всех животных на дне океана. На квадратный метр приходится более миллиона нематод, что составляет около 80 % всех особей животных на Земле, у них разнообразный жизненный цикл, они присутствуют на различных трофических уровнях, что указывает на их важную роль во многих экосистемах.
Некоторые представители:
- Рифтия, гигантские трубчатые черви живущие вокруг гидротермальных источников.
- Glycera alba, живёт на мелководье
- Polygonoporus giganticus[англ.], ленточный червь, обнаруженный в кишечнике кашалотов, может вырасти до более чем 30 метров[241].

#### Морские моллюски
Моллюски — тип, насчитывающий около 85 000 современных признанных видов. Они являются крупнейшим морским типом по количеству видов (23 % всех известных морских организмов). Моллюски разнообразны не только по размеру и анатомическому строению, но также по поведению и среде обитания. Эволюция моллюсков — это путь, по которому эволюционировала одна из крупнейших групп беспозвоночных животных .

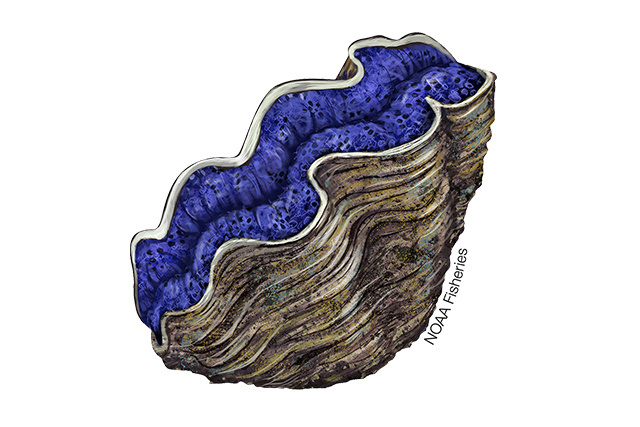
Рисунок гигантского моллюска (NOAA)

Тип моллюсков содержит 9 или 10 таксономических классов. Среди них брюхоногие, двустворчатые и головоногие моллюски. Брюхоногие моллюски с защитной раковиной называются улитками, без защитной раковины — слизнями. Брюхоногие моллюски являются наиболее многочисленными по видовому составу. К двустворчатым моллюскам относятся моллюски, устрицы, сердцевидки, мидии, гребешки и многие другие семейства . Существует около 8000 видов морских двустворчатых моллюсков. У моллюсков обычно есть глаза. По краю мантии гребешка, двустворчатого моллюска, может быть более 100 простых глаз.
К головоногим моллюскам относятся осьминоги, кальмары и каракатицы. Идентифицировано около 800 современных видов морских головоногих моллюсков и описано около 11 000 вымерших таксонов . Встречаются во всех океанах, но полностью пресноводных головоногих не существует. Эволюция головоногих моллюсков имеет долгую геологическую историю, первые наутилоиды были обнаружены в позднекембрийских отложениях. Один из первых головоногих моллюсков, Наутилус, — это живое ископаемое, мало изменившееся с тех пор, как оно эволюционировало 500 миллионов лет назад .
Описание анатомии моллюсков основано на обобщенном или гипотетическом предковом моллюске.
Характеристики обобщенного моллюска:
- не сегментирован
- имеет двустороннюю симметрию
- нижняя сторона — одна мускулистая нога
- мускулистый покров, называемый мантией, покрывающий его внутренности и содержащий значительную полость, используемую для дыхания и выделения Верхнюю поверхность покрывает оболочка, выделяемая мантией.
- грубый язык, называемый радулой, который используется для питания (за исключением двустворчатых моллюсков)
- есть нервная система, включающая сложную пищеварительную систему, использующую микроскопические волоски, приводимые в движение мускулами, называемые ресничками, для выделения слизи. У генерализованного моллюска имеется две парные нервные цепочки (у двустворчатых — три). Мозг у видов, имеющих его, окружает пищевод . У большинства моллюсков есть глаза, и у всех есть датчики, реагирующие на химические вещества, вибрации и прикосновения

Морские брюхоногие, головоногие и двустворчатые моллюски появились в кембрийском периоде(538—485,4 миллиона лет назад).
Некоторые представители:
- Arctica islandica, прожил 507 лет[252] что делает его самым долгоживущим из всех зарегистрированных животных, за исключением колониальных животных или почти колониальных животных, таких как губки[194].
- Большой рифовый кальмар[англ.], демонстрирует яркую радужность ночью. Головоногие моллюски являются наиболее неврологически продвинутыми беспозвоночными[253].
- Glaucus atlanticus, синий дракон, пелагический морской слизень
- Bolinus brandaris[англ.], морская улитка[англ.] , из которой финикийцы извлекали королевский тирский пурпурный краситель, цветовой код: #66023C_____[254]
- Голожаберный моллюск, морской слизень
- Гигантский австралийский трубач, морская улитка с самой большой, среди всех ныне живущих брюхоногих моллюсков, раковиной (длина 91 см)
- Съедобная мидия
- Антарктический гигантский кальмар, самый большой из всех беспозвоночных[255].

#### Морские членистоногие
Членистоногие имеют экзоскелет (внешний скелет), сегментированное тело и членистые конечности (парные конечности). Тип членистоногих включает насекомых, паукообразных, многоножек и ракообразных. Кутикула состоит из хитина, часто минерализованного карбонатом кальция. Тело членистоногого состоит из сегментов, каждый из которых имеет пару конечностей. Жёсткая кутикула препятствует росту, поэтому членистоногие периодически заменяют её путем линьки. Их универсальность позволила им стать самыми многочисленными представителями всех экологических гильдий в большинстве сред обитания.
Членистоногие появились в кембрийском периоде, их эволюционная родословная обычно рассматривается как монофилетическая. Однако в последнее время ведутся споры о базальных связях членистоногих с вымершими типами, такими как лобоподы.
|          | Тихоходки водяные медведи                                                                       |
|          |                                                                                                 |
| Лобоподы | \| \| Онихофоры (наземныеl) \| \| \| \| \| \| Членистоногие в основном Ракообразные \| \| \| \| |
|          | \| \| Онихофоры (наземныеl) \| \| \| \| \| \| Членистоногие в основном Ракообразные \| \| \| \| |
|          | Онихофоры (наземныеl)                                                                           |
|          |                                                                                                 |
|          | Членистоногие в основном Ракообразные                                                           |
|          |                                                                                                 |

|  | Онихофоры (наземныеl)                 |
|  |                                       |
|  | Членистоногие в основном Ракообразные |
|  |                                       |

Современные морские членистоногие различаются по размеру от микроскопического ракообразного Stygotantulus до японского краба-паука . Основная внутренняя полость членистоногих — гемоцель, в ней размещаются внутренние органы и циркулирует гемолимфа — аналог крови; кровеносная система у них незамкнутая . Внутренние органы членистоногих, как правило, состоят из повторяющихся сегментов. Нервная система имеет «лестничную» форму: парные брюшные нервные стволы проходят через все сегменты и образуют парные ганглии в каждом сегменте. Головы — результат слияния различного количества сегментов, мозг —результат слияния ганглиев этих сегментов, он окружает пищевод. Дыхательная и выделительная системы членистоногих зависит от среды обитания и от подтипа, к которому они принадлежат.
Зрение членистоногих — различные комбинации сложных глаз и пигментных глазков, которые у большинства видов определяют только направление, откуда исходит свет. Членистоногие также обладают широким спектром химических и механических сенсоров, в основном основанных на модификациях многочисленных щетинок, выступающих из их кутикулы. Способы размножения членистоногих разнообразны: морские виды откладывают яйца, используя как внутреннее, так и внешнее оплодотворение, наземные виды используют ту или иную форму внутреннего оплодотворения. Детёныши членистоногих варьируются от миниатюрных взрослых особей до личинок, у которых отсутствуют членистые конечности, и в конечном итоге претерпевают полную метаморфозу, превращаясь во взрослую особь.
Некоторые представители:
- Pneumodesmus newmani, многоножка, первое известное воздуходышащее животное, колонизировавшее сушу[258] (ранний девон[259])
- Трилобиты— впервые появились около 521 млн лет назад . Они были очень успешны и были обнаружены повсюду в океане в течение 270 млн лет, после чего вымерли[260]
- Аномалокарис, род ископаемых членистоногих из класса динокарид, был одним из первых сверххищников, жил около 515 млн лет назад
- Jaekelopterus rhenaniae (вымер), самое крупное известное членистоногое, морской скорпион, был обнаружен в эстуарных слоях возрастом примерно 390 млн лет, достигал длины 2,5 м[261][262]
- Horseshoe crab[англ.], группа, включающая современных мечехвостов, появилась около 480 млн лет назад[263]
- Бокоплавы, крошечное членистоногое, составляющее значительную часть океанского зоопланктона
- Японский краб-паук, самый длинный размах ног среди всех членистоногих (достигает 5,5 метров от клешни до клешни)[264]
- Тасманийский гигантский краб, уязвим для чрезмерного вылова[265]
- Раки-богомолы, самые развитые глаза в животном мире[266], хищные[англ.] клешни, похожие на дубинки[267].

### Вторичноротые
У вторичноротых первым у растущего эмбриона развивается анус, тогда как у первичноротых — рот. Вторичноротые образуют супертип животных и являются сестринской группой первичноротых. Когда-то к самым ранним известным вторичноротым относили окаменелости Saccorhytus, возраст которых составляет около 540 миллионов лет. Однако, было высказано предположение, что Saccorhytus, скорее всего, относится к линяющим.
|  | Иглокожие    |
|  |              |
|  | Полухордовые |
|  |              |

|  | Ланцетники                                                   |
|  |                                                              |
|  | \| \| Оболочники \| \| \| \| \| \| Позвоночные → \| \| \| \| |
|  |                                                              |
|  | Оболочники                                                   |
|  |                                                              |
|  | Позвоночные →                                                |
|  |                                                              |

|  | Оболочники    |
|  |               |
|  | Позвоночные → |
|  |               |

|  | Иглокожие    |
|  |              |
|  | Полухордовые |
|  |              |

|  | Ланцетники                                                   |
|  |                                                              |
|  | \| \| Оболочники \| \| \| \| \| \| Позвоночные → \| \| \| \| |
|  |                                                              |
|  | Оболочники                                                   |
|  |                                                              |
|  | Позвоночные →                                                |
|  |                                                              |

|  | Оболочники    |
|  |               |
|  | Позвоночные → |
|  |               |

#### Иглокожие

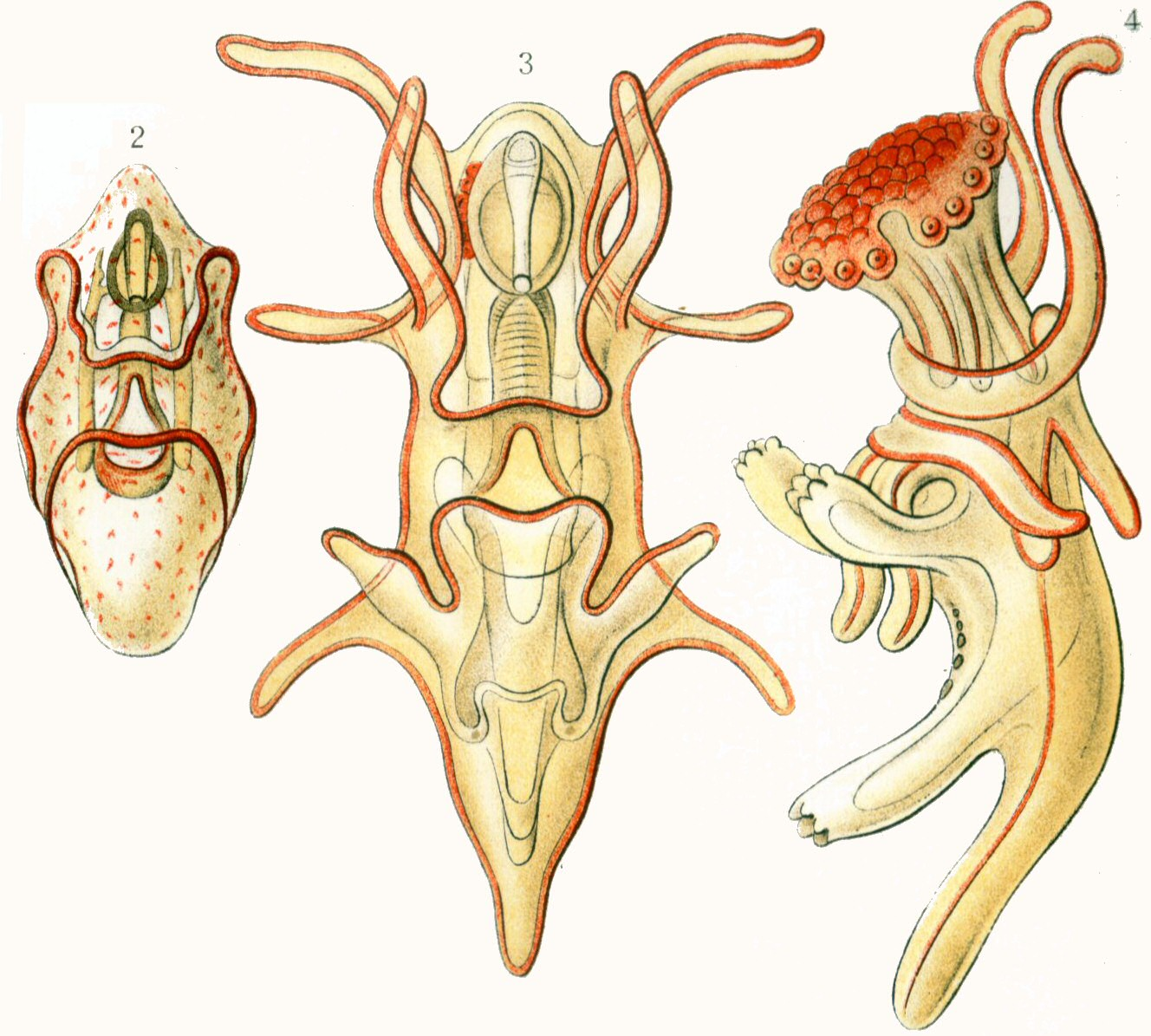
Взрослые иглокожие имеют пятикратную симметрию, а личинки — двустороннюю (вот почему они находятся в таксоне Билатерии).

Иглокожие — тип, включающий только морских беспозвоночных (около 7000 ныне живущих видов, что делает его второй по величине группой вторичноротых после хордовых).
Взрослые иглокожие узнаваемы по своей радиальной симметрии (обычно пятиконечной) и включают морских звезд, морских ежей, плоских морских ежей и морских огурцов, а также морские лилии. Встречаются на любой глубине океана, от приливно-отливной до абиссальной зоны. Имеют двустороннюю симметрию на личиночной стадии, но пентамерию во взрослом состоянии. Многочисленны в биотической пустыне глубоководных морей, а также более мелких океанов. Способны регенерировать ткани, органы, конечности и размножаться бесполым путем; в некоторых случаях они могут полностью регенерировать из одной конечности. С геологической точки зрения ценность иглокожих заключается в их окостеневших скелетах, которые играют важную роль во многих известняковых образованиях и могут дать ценную информацию о геологической среде. Они были наиболее часто используемыми видами в регенеративных исследованиях в XIX и XX веках.
Возможно, что радиация иглокожих стала причиной мезозойской морской революции. За исключением трудноклассифицируемого Arkarua adami (докембрийского животного с пятичленной радиальной симметрией), первые представители типа появились около начала кембрия.
Некоторые представители:
- Echinus (sea urchin)[англ.], «морской ёж», представитель иглокожих, у него буквально «колючая кожа»
- Охряная морская звезда[англ.], первый исследованный хищник-ключевой вид[англ.] (ограничивает мидий, которые могут подавлять приливные сообщества)[273]
- Морские лилии, класс иглокожих
- Морские огурцы, фильтруют питательную среду, поглощая планктон и взвешенные частицы
- Морская свинья, глубоководный морской огурец, является единственным иглокожим, использующим ноги для передвижения
- Розовый морской огурец, бентопелагический и биолюминесцентный глубоководный (живёт на глубине 3200 метров) плавающий морской огурец.

#### Полухордовые
Полухордовые— родственный тип по отношению к иглокожим. Одиночные червеобразные организмы, включающие в себя две основные группы: кишечнодышащие и перистожаберные. Перистожаберные (Pterobranchia) образуют класс (30 видов небольших червеобразных животных, которые живут в секретируемых трубках на дне океана).
Класс кишечнодышащих (111 видов), в основном обитает в U-образных норах на морском дне, от береговой линии до глубины 3000 метров. Черви лежат там, высунув хоботок из одного из отверстий норы, и питаются отложениями или суспензией. Предполагается, что предки кишечнодышащих жили в трубках, как и их родственники Pterobranchia, но со временем начали вести более безопасный и защищенный образ жизни в норах из осадка. Некоторые из этих червей могут вырастать очень длинными; один конкретный вид может достигать длины 2,5 метра (8 фут 2 дюйма), хотя большинство желудевых червей намного меньше.
Кишечнодышащие более специализированы и развиты, чем другие червеобразные организмы, у них есть:
- кровеносная система с сердцем, которое также функционирует как почка.
- жаброподобные структуры, которые они используют для дыхания (похожи на жабры рыб).

По мере роста у кишечнодышащих постоянно образуются новые глоточные щели (более сотни с каждой стороны). Каждая щель состоит из жаберной камеры, открывающейся в глотку через U-образную щель. Реснички проталкивают воду через щели, поддерживая постоянный поток, как у рыб. Глоточные щели были описаны как «главное морфологическое новшество ранних вторичноротых». У водных организмов глоточные щели позволяют воде, которая попадает в рот во время кормления, выходить наружу. Некоторые беспозвоночные хордовые также используют глоточные щели для фильтрации пищи из воды.
У некоторых желудевых червей также имеется постанальный хвост, который может быть гомологичен постанальному хвосту позвоночных.
Гипотетически кишечнодышащие могут быть связующим звеном между классическими беспозвоночными и позвоночными. Трёхсекционное строение тела желудевого червя больше не наблюдается у позвоночных, за исключением анатомии лобной нервной трубки, которая позднее развилась в мозг, разделённый на три части. То есть часть изначальной анатомии ранних предков хордовых все ещё присутствует у позвоночных. Вероятно, трёхчастное тело произошло от раннего общего предка вторичноротых, а возможно, даже от общего двустороннего предка как вторичноротых, так и первичноротых. Экспрессия генов в эмбрионе происходит в трёх одинаковых сигнальных центрах, которые формируют мозг всех позвоночных, но вместо того, чтобы участвовать в формировании их нервной системы, они контролируют развитие различных областей тела.

#### Морские хордовые
Тип хордовых включает три подтипа, одним из которых являются позвоночные. Два других подтипа — это морские беспозвоночные: оболочники (сальпиды и асцидии) и бесчерепные (ланцетниковые). Беспозвоночные хордовые являются близкими родственниками позвоночных. Некоторые вымершие морские виды, такие как Пикайя, Palaeospondylus, Zhongxiniscus и Ветуликолии, могут быть связаны с позвоночными.
Взрослые ланцетниковые сохраняют четыре основные черты хордовых: хорду, дорсальный полый нервный тяж, глоточные щели и постанальный хвост. Вода изо рта попадает в глоточные щели, которые отфильтровывают частицы пищи. Отфильтрованная вода затем собирается в атриуме и выходит через атриопор. Ланцетниковые являются одним из ближайших ныне живущих беспозвоночных родственников позвоночных.
Некоторые представители:
- Европейский ланцетник (лат. Branchiostoma lanceolatum) — вид хордовых из семейства ланцетниковых (Branchiostomatidae), имеющий промысловое значение, а также используемое как модельный организм
- Rhopalaea crassa[англ.], подтип оболочники, может дать ключи к разгадке происхождения позвоночных и, следовательно, человека[284]
- Огнетелки, свободно плавающие биолюминесцентные оболочки, состоящие из сотен особей.

## Морские позвоночные
Морские позвоночные—позвоночные, живущие в морской среде, подтип хордовых, имеющих позвоночник, обеспечивающий центральную опорную структуру для внутреннего скелета, который придает форму, поддержку и защиту телу, а также может служить средством крепления плавников или конечностей к телу, а также служит для размещения и защиты спинного мозга внутри позвоночника.
Морские позвоночные:
- морские рыбы
- морские четвероногие.

### Морские рыбы
Разнообразие рыб (описано более 33 000 видов рыб, из них 20000—морские рыбы) позволяет их классифицировать разными способами.
|  | миксиновые                       |
|  |                                  |
|  | \| \| миногообразные \| \| \| \| |
|  |                                  |
|  | миногообразные                   |
|  |                                  |

|  | миногообразные |
|  |                |

|  | хрящевые рыбы |
|  |               |

|  | Костные рыбы → |
|  |                |

|  | хрящевые рыбы |
|  |               |

|  | Костные рыбы → |
|  |                |

|  | миксиновые                       |
|  |                                  |
|  | \| \| миногообразные \| \| \| \| |
|  |                                  |
|  | миногообразные                   |
|  |                                  |

|  | миногообразные |
|  |                |

|  | хрящевые рыбы |
|  |               |

|  | Костные рыбы → |
|  |                |

|  | хрящевые рыбы |
|  |               |

|  | Костные рыбы → |
|  |                |

Характеристики рыб:
- дышат, извлекая кислород из воды через жабры (как правило)
- кожа защищена чешуей и слизью
- используют плавники для передвижения и стабилизации в воде
- двухкамерное сердце (как правило)
- глаза хорошо приспособлены для зрения под водой, есть также другие сенсорные системы.

#### Бесчелюстные

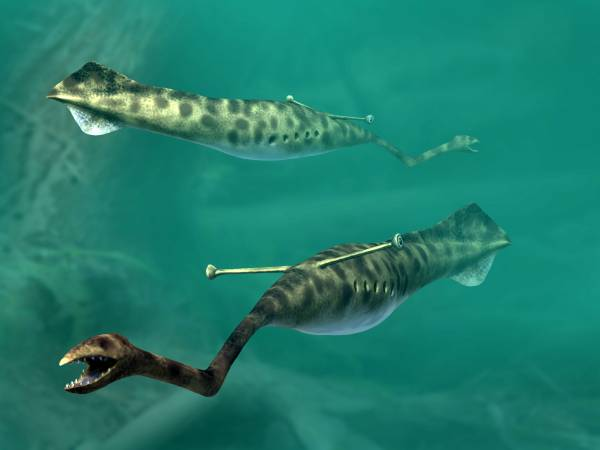
Туллимонстр, вымершее животное с глазами, похожими на молотообразную голову, торчащими из спины

У ранних рыб не было челюстей. Большинство бесчелюстных вымерло, их вытеснили челюстноротые. Выжили миксиновые и миногообразные . Миксиновые похожи на угрей, выделяют слизь и являются единственными известными живыми животными с черепом, но без позвоночника.
Миногообразные образуют суперкласс, включающий 38 известных современных видов бесчелюстных рыб. Взрослая минога характеризуется зубастым, воронкообразным всасывающим ртом. Миноги вгрызаются в плоть других рыб, чтобы высосать их кровь, но только 18 видов миног являются паразитами.
Миксиновые и миногообразные — сестринская группа позвоночных. Современные миксиновые похожи на тех, что жили около 300 миллионов лет назад. Точное родство миногообразных с миксиновыми и челюстными позвоночными до сих пор остается предметом споров. Молекулярный анализ (1992 год) показал, что миксиновые наиболее тесно связаны с миногообразными и, таким образом, являются позвоночными в монофилетическом смысле. Другие считают их сестринской группой позвоночных в общем таксоне краниатов.
Туллимонстр — вымерший род мягкотелых билатерий, обитавших в тропических эстуариях около 300 миллионов лет назад. Велись споры о том, было ли это животное позвоночным или беспозвоночным. В 2020 году одна группа исследователей обнаружила «веские доказательства» того, что монстр Тулли был позвоночным и бесчелюстной рыбой из рода миногообразных, однако, в 2023 году другие исследователи обнаружили, что трехмерное сканирование окаменелостей не подтверждает эти выводы.
Парноноздрёвые — вымерший класс ранних бесчелюстных рыб, предков челюстных позвоночных, их характеристики, которые они разделяют с последними, теперь считаются примитивными для всех позвоночных.

#### Челюстноротые
Примерно в начале девона начали появляться рыбы, у которых произошла глубокая перестройка черепа, в результате которой образовалась челюсть.
Возможно, образование челюсти стало самым глубоким и радикальным эволюционным шагом в истории позвоночных. Челюсти позволяют захватывать, удерживать и пережевывать добычу. Рыбам без челюстей было труднее выживать, чем рыбам с челюстями, и большинство бесчелюстных рыб вымерло в триасовый период. Челюстноротые делятся на Хрящевые (акулы, скаты) и Костные рыбы.
Хрящевые рыбы
Хрящевые рыбы, возможно, произошли от акантод (вымерли). Мегалодон—вымерший вид акул, версия белой акулы оказал огромное влияние на морскую жизнь. Гренландская акула имеет самую длинную известную продолжительность жизни среди всех позвоночных, около 400 лет. Некоторые акулы, такие как большая белая акула, частично теплокровны и рожают живое потомство. Манты—крупнейшие в мире скаты, также как и рыба-пила и китовая акула находятся в уязвимом положении из-за рыболовства.
Костные рыбы
Характеристики костных рыб:
- вместо хрящей кости
- жаберные крышки, помогающие дышать и защищать жабры
- плавательный пузырь для лучшего контроля плавучести.

Костных рыб можно разделить по видам плавников:
- лопастные плавники
- лучевые плавники.

|  | Двоякодышащие                    |
|  |                                  |
|  | \| \| Четвероногие → \| \| \| \| |
|  |                                  |
|  | Четвероногие →                   |
|  |                                  |

|  | Четвероногие → |
|  |                |

|  | Двоякодышащие                    |
|  |                                  |
|  | \| \| Четвероногие → \| \| \| \| |
|  |                                  |
|  | Четвероногие →                   |
|  |                                  |

|  | Четвероногие → |
|  |                |

| Хрящевые ганоиды | (осетровые, Веслоносовые, Многопёровые, Каламоихт) |
|                  | (осетровые, Веслоносовые, Многопёровые, Каламоихт) |
| Новопёрые рыбы   | \| Костные ганоиды \| (Ильная рыба, Панцирниковые) \| \| 275 млн. лет \| (Ильная рыба, Панцирниковые) \| \| Костистые рыбы \| все оставшиеся рыбы (около 14 000 морских видов) \| \| 310 млн. лет \| все оставшиеся рыбы (около 14 000 морских видов) \| |
| 360 млн. лет     | \| Костные ганоиды \| (Ильная рыба, Панцирниковые) \| \| 275 млн. лет \| (Ильная рыба, Панцирниковые) \| \| Костистые рыбы \| все оставшиеся рыбы (около 14 000 морских видов) \| \| 310 млн. лет \| все оставшиеся рыбы (около 14 000 морских видов) \| |
| Костные ганоиды  | (Ильная рыба, Панцирниковые) |
| 275 млн. лет     | (Ильная рыба, Панцирниковые) |
| Костистые рыбы   | все оставшиеся рыбы (около 14 000 морских видов) |
| 310 млн. лет     | все оставшиеся рыбы (около 14 000 морских видов) |

| Костные ганоиды | (Ильная рыба, Панцирниковые)                     |
| 275 млн. лет    | (Ильная рыба, Панцирниковые)                     |
| Костистые рыбы  | все оставшиеся рыбы (около 14 000 морских видов) |
| 310 млн. лет    | все оставшиеся рыбы (около 14 000 морских видов) |

|  | Двоякодышащие                    |
|  |                                  |
|  | \| \| Четвероногие → \| \| \| \| |
|  |                                  |
|  | Четвероногие →                   |
|  |                                  |

|  | Четвероногие → |
|  |                |

|  | Двоякодышащие                    |
|  |                                  |
|  | \| \| Четвероногие → \| \| \| \| |
|  |                                  |
|  | Четвероногие →                   |
|  |                                  |

|  | Четвероногие → |
|  |                |

| Хрящевые ганоиды | (осетровые, Веслоносовые, Многопёровые, Каламоихт) |
|                  | (осетровые, Веслоносовые, Многопёровые, Каламоихт) |
| Новопёрые рыбы   | \| Костные ганоиды \| (Ильная рыба, Панцирниковые) \| \| 275 млн. лет \| (Ильная рыба, Панцирниковые) \| \| Костистые рыбы \| все оставшиеся рыбы (около 14 000 морских видов) \| \| 310 млн. лет \| все оставшиеся рыбы (около 14 000 морских видов) \| |
| 360 млн. лет     | \| Костные ганоиды \| (Ильная рыба, Панцирниковые) \| \| 275 млн. лет \| (Ильная рыба, Панцирниковые) \| \| Костистые рыбы \| все оставшиеся рыбы (около 14 000 морских видов) \| \| 310 млн. лет \| все оставшиеся рыбы (около 14 000 морских видов) \| |
| Костные ганоиды  | (Ильная рыба, Панцирниковые) |
| 275 млн. лет     | (Ильная рыба, Панцирниковые) |
| Костистые рыбы   | все оставшиеся рыбы (около 14 000 морских видов) |
| 310 млн. лет     | все оставшиеся рыбы (около 14 000 морских видов) |

| Костные ганоиды | (Ильная рыба, Панцирниковые)                     |
| 275 млн. лет    | (Ильная рыба, Панцирниковые)                     |
| Костистые рыбы  | все оставшиеся рыбы (около 14 000 морских видов) |
| 310 млн. лет    | все оставшиеся рыбы (около 14 000 морских видов) |

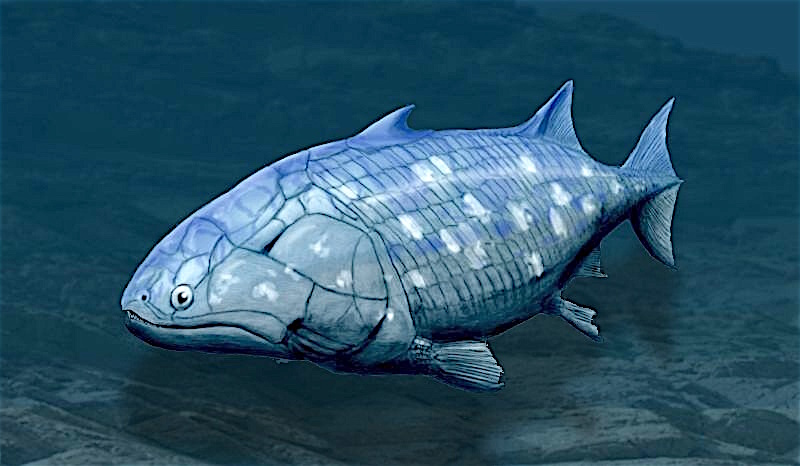
Guiyu oneiros, самая ранняя известная костная рыба, жила в позднем силуре 419 миллионов лет назад.

Guiyu oneiros, самая ранняя известная костная рыба, жила в позднем силуре 419 миллионов лет назад. В ней сочетаются черты как лучепёрых, так и лопастепёрых рыб, но ближе к лопастеперым рыбам. Лопастеобразные плавники развились в ноги первых четвероногих наземных позвоночных, поэтому, если говорить шире, ранним предком человека была лопастепёрая рыба. За исключением латимерий и двоякодышащих рыб, лопастеперые рыбы в настоящее время вымерли.
У остальных костных рыб плавники лучистые.
Главной отличительной чертой хрящевых рыб (осетровых, веслоносовых, многопёровых и каламоихта) является хрящевой характер их скелета. Их предками считаются костные рыбы, но характерная черта окостеневшего скелета была утрачена в ходе более позднего эволюционного развития, что привело к облегчению скелета.
Новопёрые рыбы появились в позднем пермском периоде, ещё до динозавров. Это была очень успешная группа рыб, поскольку они могли двигаться быстрее своих предков. В ходе эволюции их чешуя и скелет стали легче, а челюсти стали более мощными и эффективными.
Костистые рыбы
Костистые рыбы составляют ~ 96 % всех современных видов рыб, 14 000 из них— морские виды. Почти половина всех существующих видов позвоночных — костистые рыбы.
Характерные особенности костистых рыб:
- верхняя половина хвоста костистых рыб отражает нижнюю половину.[313]
- костистые рыбы, развили ряд специализированных водных механизмов питания[англ.], модификации в челюстной мускулатуре[англ.], которые позволяют им выдвигать челюсти, что позволяет им хватать добычу и тянуть её в рот[313]
- быстрее и гибче, чем более базальные костные рыбы. Их скелетная структура эволюционировала в сторону большей легкости. Хотя кости костных рыб хорошо кальцинированы, они построены из каркаса распорок, а не из плотных губчатых костей (костные ганоиды)[314]

Костистые рыбы встречаются почти во всех морских местообитаниях Они отличаются огромным разнообразием и варьируются по размеру от взрослых бычковых (длина 8 мм) до океанской луны-рыбы (вес более 2000 кг).
Некоторые представители:
- Парусник
- Большая корифена
- Угреобразные
- Морской конёк
- Удильщик
- Рыба-собака
- Крупнопятнистый спинорог
- Мандаринка

### Морские четвероногие

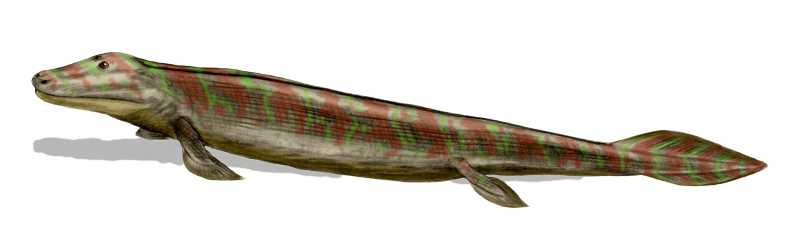
У тиктаалика, вымершей лопастеперой рыбы, развились плавники, похожие на конечности, которые позволили ей выходить на сушу.

Четвероногие (позвоночные животные, имеющие 4 конечности) произошли от древних лопастепёрых рыб около 400 миллионов лет назад (девонский период), когда их самые ранние предки вышли из моря и приспособились к жизни на суше.
Произошло изменение плана тела, позволявшего дышать и передвигаться в воде с нейтральной гравитацией, к плану тела, позволявшему дышать воздухом без обезвоживания и передвигаться по суше— самое глубокое из известных эволюционных изменений. Четвероногих можно разделить на четыре класса: земноводные, пресмыкающиеся, птицы и млекопитающие. Среди земноводных (амфибии) нет морских видов.
|            | млекопитающие                                                                                                   |
|            | |
| завропсиды | \| \| лепидозавры (ящерицы, включая змей) \| \| \| \| \| \| архозавры (черепахи, крокодилы и птицы) \| \| \| \| |
|            | \| \| лепидозавры (ящерицы, включая змей) \| \| \| \| \| \| архозавры (черепахи, крокодилы и птицы) \| \| \| \| |
|            | лепидозавры (ящерицы, включая змей)                                                                             |
|            | |
|            | архозавры (черепахи, крокодилы и птицы)                                                                         |
|            | |

|  | лепидозавры (ящерицы, включая змей)     |
|  |                                         |
|  | архозавры (черепахи, крокодилы и птицы) |
|  |                                         |

|            | млекопитающие                                                                                                   |
|            | |
| завропсиды | \| \| лепидозавры (ящерицы, включая змей) \| \| \| \| \| \| архозавры (черепахи, крокодилы и птицы) \| \| \| \| |
|            | \| \| лепидозавры (ящерицы, включая змей) \| \| \| \| \| \| архозавры (черепахи, крокодилы и птицы) \| \| \| \| |
|            | лепидозавры (ящерицы, включая змей)                                                                             |
|            | |
|            | архозавры (черепахи, крокодилы и птицы)                                                                         |
|            | |

|  | лепидозавры (ящерицы, включая змей)     |
|  |                                         |
|  | архозавры (черепахи, крокодилы и птицы) |
|  |                                         |

Морские четвероногие — это четвероногие, вернувшиеся с суши обратно в море. Первые возвращения в океан могли произойти уже в каменноугольный период, тогда как другие возвращения произошли совсем недавно, в кайнозойский период, как, например, у китообразных, ластоногих и некоторых современных амфибий. Земноводные проводят часть своей жизни в воде, а часть на суше, размножаясь, в основном, в пресной вода. Настоящих морских амфибий нет. Однако были сообщения о вторжении амфибий в морские воды (вторжение в Чёрное море естественного гибрида Pelophylax esculentus в 2010 году).

#### Пресмыкающиеся (рептилии)
Морские рептилии (завропсиды)— пресмыкающиеся, вторично приспособившиеся к жизни в морской среде (морские виды составляют около 100 из 12 000 существующих видов и подвидов рептилий). Возникнув в пермском периоде, морские рептилии пополнились в мезозое новыми группами рептилий, приспособившихся к жизни в морях (ихтиозавры, плезиозавры, мозазавры, нотозавры, плакодонты, морские черепахи, талаттозавры и талаттозухии) . Морские рептилии стали менее многочисленными после массового вымирания в конце мелового периода .
Рептилии не имеют водной личиночной стадии и в этом смысле отличаются от земноводных. Большинство рептилий являются яйцекладущими, хотя несколько видов чешуйчатых являются живородящими, как и некоторые вымершие водные клады. Как и уамниотов, яйца рептилий окружены оболочками для защиты и транспортировки, которые приспосабливают их к размножению на суше. У морских змей хвосты уплощённые. Многие живородящие виды выкармливают свои плоды через различные формы плаценты, аналогичные таковым у млекопитающих, а некоторые из них обеспечивают первоначальный уход за вылупившимися детенышами.
Некоторые рептилии более тесно связаны с птицами, чем другие рептилии, и многие ученые относят птиц к рептилиям. К ныне живущим нептичьим морским пресмыкающимся относятся морские черепахи, морские змеи, водяные черепахи, морская игуана и морской крокодил.
Некоторые вымершие морские рептилии, такие как ихтиозавры, эволюционировали в живородящих и не имели необходимости возвращаться на сушу. Ихтиозавры напоминали дельфинов и существовали на протяжении периода 245—90 миллионов лет назад, несмотря на развитие спинного и хвостового плавников, улучшющих способность плавать. Биолог Стивен Джей Гулд приводил ихтиозавров как типичный пример конвергентной эволюции.
Некоторые представители:
- Ichthyosaurus communis, древний вид ихтиозавров, у которого независимо развились ласты, похожие на дельфиньи.
- кожистая черепаха.

#### Птицы
Морские птицы демонстрируют поразительную конвергентную эволюцию (одни и те же экологические проблемы и пищевые ниши привели к схожим адаптациям, примерами которой служат альбатросы , пингвины , олуши и чистиковые). Первые морские птицы появились в меловом периоде, а современные семейства морских птиц появились в палеогене.
В целом, морские птицы живут дольше, размножаются позже и имеют меньше детенышей, чем наземные птицы, гнездятся колониями (от нескольких десятков птиц до миллионов). Многие виды известны тем, что совершают длительные ежегодные миграции, пересекая экватор или в некоторых случаях облетая Землю. Они питаются как на поверхности океана, так и под ним, а также друг другом.
Морские птицы могут быть:
- высокопелагическими
- прибрежными
- проводить часть года полностью вдали от моря.

Некоторые морские птицы падают с высоты, ныряя в воду, оставляя парообразные следы, похожие на следы истребителей. Олуши ныряют в воду со скоростью до 100 километров в час, не разбиваясь благодаря воздушным мешкам под кожей на голове и груди, которые действуют как пузырчатая пленка, смягчая удар о воду.
Некоторые представители:
- Серебристая чайка
- Субантарктический пингвин

#### Млекопитающие
Существует около 130 ныне живущих и недавно вымерших видов морских млекопитающих, среди них тюлени, дельфины, киты, ламантины, морские выдры и белые медведи. Они не представляют собой отдельный таксон или систематическую группу, их объединяет зависимость питания от морской среды.

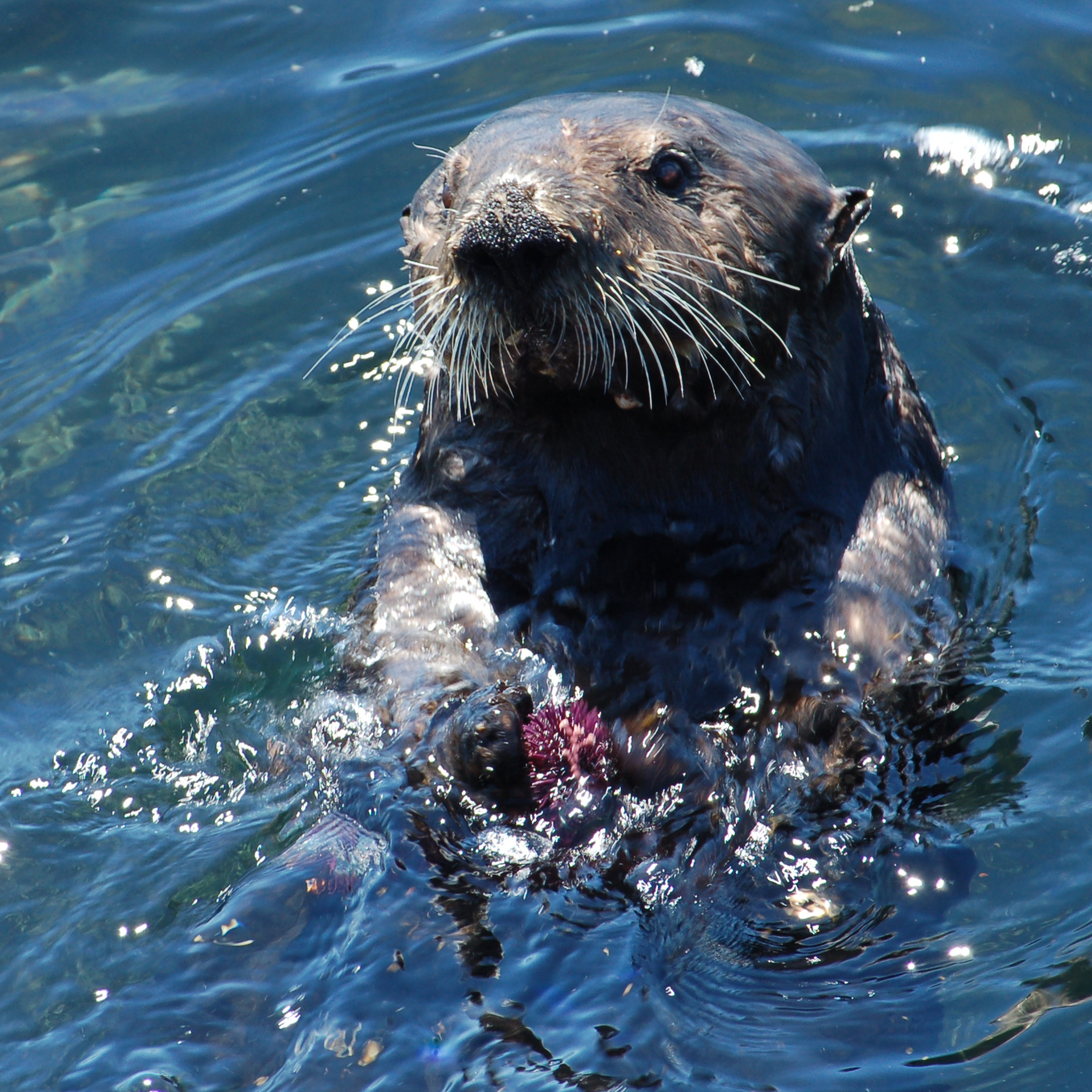
Калан, контролирует численность морских ежей.

Образ жизни морских млекопитающих может быть:
- полностью водный (китообразные и сирены)
- полуводный (тюлени и морские львы проводят большую часть своего времени в воде, но возвращаются на сушу для спаривания, размножения и линьки.
- маловодный (выдры и белые медведи гораздо менее приспособлены к жизни в воде)

Рацион также значительно различается:
- зоопланктон
- рыба, кальмары, моллюски, морская трава
- хищники едят других млекопитающих.

В процессе конвергентной эволюции морские млекопитающие, особенно китообразные, такие как дельфины и киты, перестроили свой план тела, чтобы он соответствовал обтекаемому веретенообразному плану тела пелагических рыб. Параллельная конвергенция произошла с ныне вымершей морской рептилией ихтиозавром.
Следующие изменение плана тела стало адаптацией к становлению активным хищником в среде с высоким сопротивлением:
- передние ноги стали ластами
- задние ноги исчезли
- снова появился спинной плавник
- хвост превратился в мощный горизонтальный плавник.

Некоторые представители:
- Синий кит, крупнейшее живое животное, находится под угрозой исчезновения[337]
- Афалин, самая высокая энцефализация среди всех животных после человека[338]
- Белуха
- Дюгонь
- Морж

## Первичные производители
Первичные производители (автотрофы) производят свою собственную пищу вместо того, чтобы есть другие организмы. Они являются началом пищевой цепи для гетеротрофных организмов, которые едят другие организмы. Некоторые морские первичные производители — это хемотрофы, специализированные бактерии и археи, живущие вокруг гидротермальных источников и холодных просачиваний и использующие хемосинтез. Однако большая часть морской первичной продукции происходит от организмов, которые используют фотосинтез (с помощью энергии солнечного света преобразуют углекислый газ и воду):186–187в сахара, которые могут использоваться как в качестве источника химической энергии, так и органических молекул, которые используются в структурных компонентах клеток:1242. Морские первичные производители поддерживают почти всю морскую животную жизнь, вырабатывая большую часть кислорода и пищи, которые обеспечивают другие организмы химической энергией, необходимой им для существования.

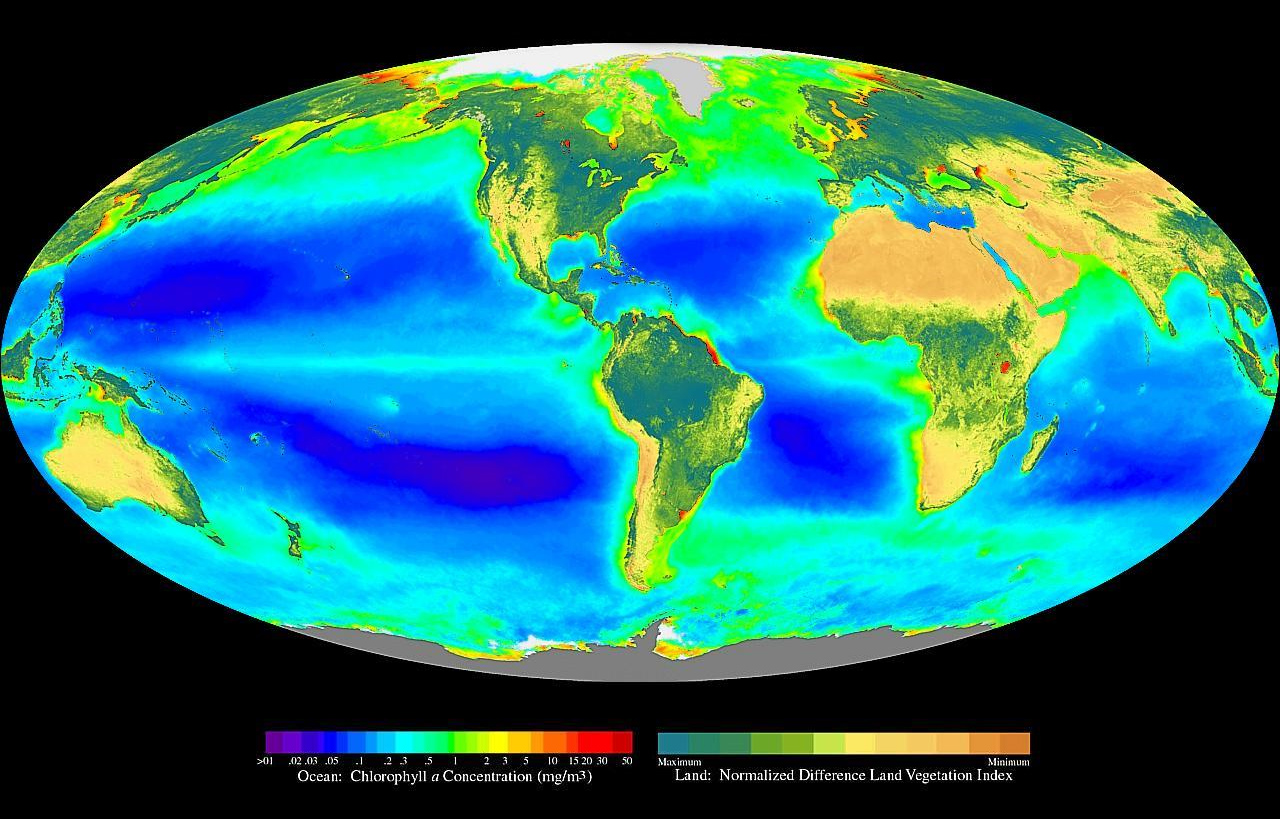
Глобальное распределение фотосинтеза. Темно-красный и сине-зеленый цвета обозначают регионы высокой фотосинтетической активности в океане и на суше соответственно.

Основными морскими первичные производители:
- цианобактерии
- водоросли
- морские растения.

Кислород, выделяемый как побочный продукт фотосинтеза, необходим почти всем живым существам для осуществления клеточного дыхания. Кроме того, первичные производители оказывают влияние на глобальные циклы углерода и воды. Они стабилизируют прибрежные зоны и могут обеспечивать среду обитания для морских животных. Международный кодекс номенклатуры водорослей, грибов и растений использует термины «подразделение» и «тип» для первичных производителей

### Цианобактерии
Цианобактерии были первыми организмами, которые развили способность превращать солнечный свет в химическую энергию. Встречаются:
- во влажной почве
- в пресноводной и в морской среде
- на антарктических скалах

Одни из первых составляющих фитопланктона.
Около 2,3 миллиарда лет назад океанические цианобактерии стали первыми первичными производителями, использовавшими фотосинтез. Молекулярный кислород, побочный продукт фотосинтеза цианобактерий, вызвал глобальные изменения в окружающей среде Земли. Поскольку кислород был токсичен для большинства форм жизни на Земле в то время, это привело к почти полному вымиранию непереносимых кислородом организмов, что стало резким изменением, которое изменило направление эволюции основных видов животных и растений.
Морская цианобактерия Prochlorococcus marinus (открыта в 1986 году), сегодня является частью основы пищевой цепи океана и отвечает за большую часть фотосинтеза открытого океана и, по оценкам, за 20 % кислорода в атмосфере Земли. Возможно, самый многочисленный род на Земле: один миллилитр поверхностной морской воды может содержать 100 000 клеток или более.
Первоначально биологи классифицировали цианобактерии как водоросли и называли их «сине-зелеными водорослями». Более поздняя точка зрения заключается в том, что цианобактерии являются бактериями, и, следовательно, даже не находятся в том же царстве, что и водоросли. Большинство авторитетов сегодня исключают все прокариоты, а значит, и цианобактерии из определения водорослей.

### Водоросли
Водоросли — неформальный термин для широко распространенной и разнообразной группы фотосинтезирующих простейших, которые не обязательно тесно связаны и, таким образом, являются полифилетическими . Морские водоросли можно разделить на шесть групп:
- зеленые водоросли, неформальная группа, включающая около 8000 признанных видов[350]
- красные водоросли, (спорный) тип, содержащий около 7000 признанных видов[351] в основном многоклеточных и включающих много известных морских водорослей[351][352]
- бурые водоросли, класс, содержащий около 2000 признанных видов,[353] в основном многоклеточные и включающие множество морских водорослей, в том числе ламинарию
- Диатомовые водоросли, (спорный) тип, содержащий около 100 000 признанных видов в основном одноклеточных водорослей, вырабатывают около 20 % кислорода, производимого на планете[354] поглощают более 6,7 миллиардов метрических тонн кремния каждый год из вод, в которых они живут[355] и вносят почти половину органического материала, обнаруженного в океанах. Панцири (фрустулы) мертвых диатомовых водорослей могут достигать глубины до полумили на дне океана[356]
- динофлагелляты, тип одноклеточных жгутиконосцев, около 2000 морских видов[357]. Известно, что для многих из них характерен фотосинтез, но большая часть сочетают фотосинтез с поглощением добычи (фаготрофия)[358]. Некоторые виды являются эндосимбионтами морских животных и играют важную роль в биологии коралловых рифов . Другие предшествуют другим простейшим, а несколько форм являются паразитическими.
- эвгленозои, тип одноклеточных жгутиконосцев, включающий лишь несколько морских представителей

По размеру:
- Микроводоросли[англ.]
- Макроводоросли .

Микроводоросли невидимы невооруженным глазом, в основном одноклеточные, хотя есть и многоклеточныме . Микроводоросли являются важными компонентами морских простейших (обсуждается выше), а также фитопланктона (обсуждается ниже). Очень разнообразны. Существует 200 000—800 000 видов, из которых описано около 50 000 видов.
Некоторые представители:
- Chlamydomonas globosa , одноклеточная зелёная водоросль с двумя жгутиками
- Chlorella vulgaris[англ.], распространенная зелёная микроводоросль, в эндосимбиозе с инфузорией[360]

Макроводоросли обычно называют морскими водорослями. Ламинария образует большие подводные леса, покрывающие около 25 % мировых береговых линий. Одна из самых продуктивных и динамичных экосистем на Земле. Некоторые саргассовые водоросли являются планктонными (свободно плавающими). Как и микроводоросли, макроводоросли (морские водоросли) являются морскими протистами и не являются настоящими растениями.
Одноклеточные макроводоросли (см. Морские простейшие) обычно микроскопичны, менее одной десятой миллиметра в длину, но есть исключения:
- Валония пузатая, одноклеточная водоросль, обитающая в приливных зонах, диаметром до 4 см[363]
- Ацетабулярия, «бокал русалки», одноклеточная водоросль в форме гриба, достигающая высоты 10 см, род субтропических зеленых водорослей, с одним большим ядром, что делает его модельным организмом для изучения биологии клетки[364].
- Caulerpa taxifolia[англ.], одноклеточные организмы, но выглядят как папоротники и имеют стебли длиной до 80 см[365]. Селективное разведение в аквариумах для получения более выносливых штаммов привело к случайному выпуску в Средиземное море, где водоросли стали инвазивным видом, известным в разговорной речи как «водоросли-убийцы»[366]

### Происхождение растений

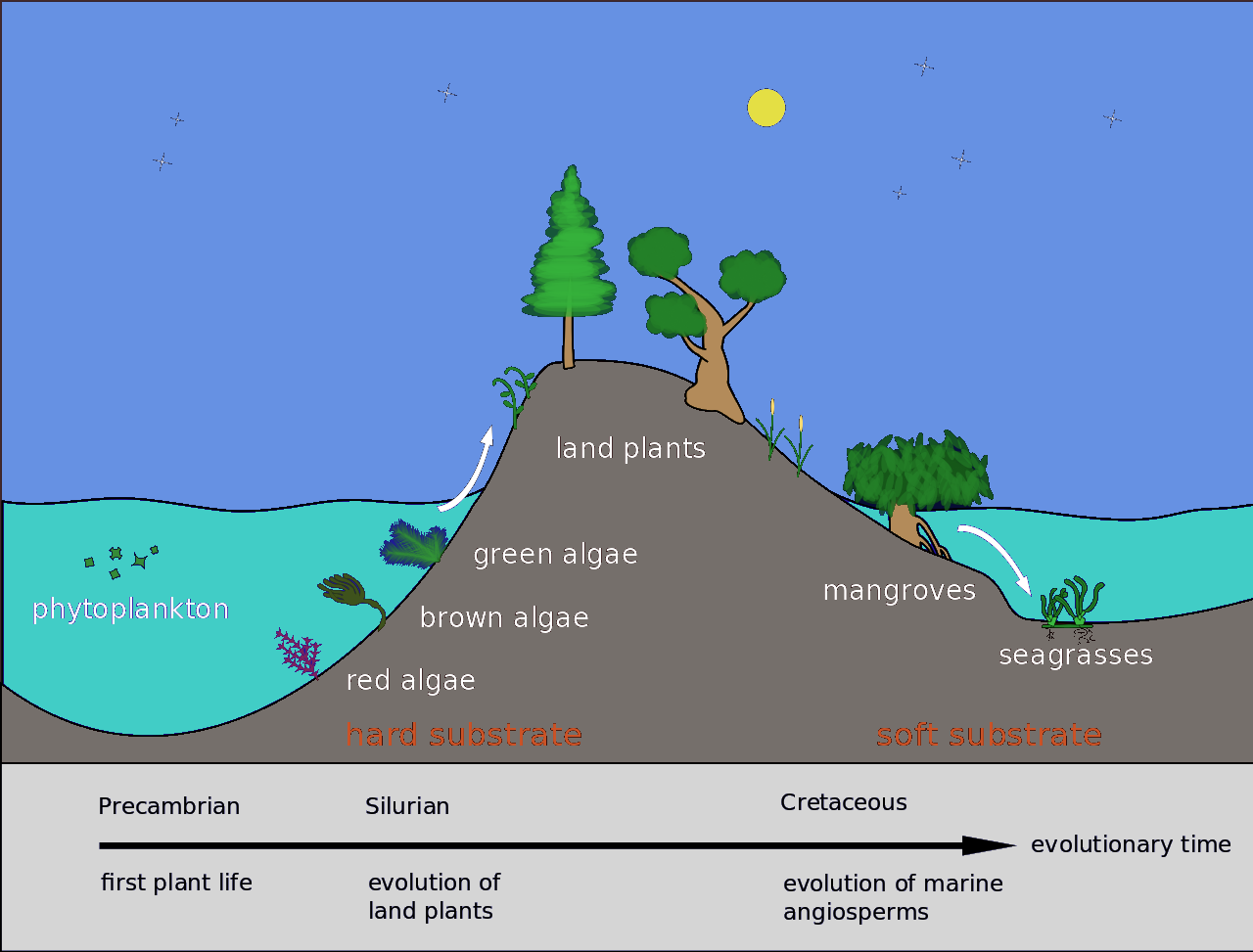
Эволюция мангровых зарослей и морских трав

В силуре часть фитопланктона эволюционировала в красные, бурые и зеленые водоросли. Затем эти водоросли вторглись на сушу и начали эволюционировать в наземные растения. В меловом периоде некоторые из этих наземных растений вернулись в море как морские растения, такие как мангровые заросли и морские травы.
Такие морские травы как взморник и черепаховая трава, Thalassia . приспособились к высокой солёности морской среды. Растительная жизнь может также процветать в солоноватых водах эстуариев в виде мангровых зарослей, спартины, песколюбки. Морской конёк-тряпичник, замаскированный под плавающие водоросли, живёт в зарослях водорослей и на лугах морской травы.
Общая площадь мангровых лесов в мире оценивалась в 134 257 квадратных километров (на основе спутниковых данных, 2010 год). Общая площадь лугов морской травы по консервативным оценкам 2003 года составляла 177 000 квадратных километров.
Мангровые заросли и морские травы для личинок и мальков крупных рыб и беспозвоночных являются:
- укрытиями
- местом добычи пищи.

## Планктон и трофические взаимодействия
Планктон (от греческого слова " странники ") — это разнообразная группа организмов, которые живут в толще воды больших водоемов, но не могут плыть против течения, то есть дрейфуют по течениям. Планктон определяется своей экологической нишей, а не какой-либо филогенетической или таксономической классификацией. Он является важнейшим источником пищи для многих морских животных, от кормовых рыб до китов . Планктон можно разделить на растительный компонент и животный компонент.

### Фитопланктон
Фитопланктон — это растительноподобные компоненты планктона. Они являются автотрофами (производят свою собственную пищу и не нуждаются в потреблении других организмов).
Фитопланктон в основном состоит из микроскопических фотосинтезирующих эукариот, населяющих верхний, освещённый солнцем, слой в океанах. Большая часть фитопланктона — это одноклеточные водоросли, другая чать — это бактерии, а некоторые — протисты. Группы фитопланктона включают цианобактерии (см. выше), диатомовые водоросли, различные другие типы водорослей (красные, зелёные, коричневые и желто-зеленые), динофлагелляты , эвгленовые , кокколитофориды , криптомонады , хризофиты , хлорофиты , празинофиты и силикофлагелляты. Они составляют половину текущей мировой первичной продукции, больше, чем наземные леса.
Некоторые представители:
- Prochlorococcus marinus
- кокколитофориды, строят кальцитовые скелеты, важные для морского углеродного цикла (пластины, называемые кокколиты)[375]
- Gyrodinium[англ.], один из немногих голых динофлагеллятов, не имеющих панциря
- Zoochlorella[англ.], зеленые, живущие внутри инфузории Stichotricha secunda
- Syracosphaera azureaplaneta[англ.], группа кокколитофториды, названа в честь документального сериала Голубая планета
- Guinardia delicatula , диатомовая водоросль, ответственная за цветение воды в Северном море и проливе Ла-Манш[376].

### Зоопланктон
Зоопланктон — это животный компонент планктона, гетеротрофы (питаются другими), то есть не могут производить собственную пищу, в частности, едят фитопланктон. Более крупный зоопланктон может быть хищником по отношению к более мелкому зоопланктону.
Зоопланктон всё ещё микроскопичен, но некоторых представителей можно увидеть невооруженным глазом. Многие простейшие (одноклеточные протисты, которые охотятся на другие микроскопические формы жизни) являются зоопланктоном, включая зоофлагелляты , фораминиферы , радиолярии и некоторые динофлагелляты.
Другие динофлагелляты являются миксотрофами и также могут быть классифицированы как фитопланктон; различие между растениями и животными часто нарушается в очень мелких организмах. Другой зоопланктон включает пелагических стрекающих , гребневиков , моллюсков , членистоногих и оболочников, а также планктонных щетинкочелюстных и многощетинковых червей.
Радиолярии — одноклеточные простейшие со сложными кремниевыми оболочками.
Некотороые представители:
- конеподы, питаются фитопланктоном
- Protoperidinium, динофлагеллят, выбрасывает большую кормовую вуаль для захвата добычи
- Ушастая Ауреллия, медуза, макрозоопланктон
- Венерин пояс, гребневик, макрозоопланктон
- Tomopteris[англ.], макрозоопланктон, планктонный сегментированный червь с необычной жёлтой биолюминесценцией[377]
- криль, макрозоопланктон

Многие морские животные меропланктонные, они начинают жизнь как зоопланктон в форме яиц или личинок, прежде чем они развиваются во взрослых особей (личинки лосося, луна-рыбы, кальмара, лангуста). Они являются планктоном только часть своей жизни.

### Миксотрофный планктон
Динофлагелляты часто являются миксотрофами или живут в симбиозе с другими организмами.
Некоторые динофлагелляты биолюминесцентны. (синий свет ночной океанской воды). Биолюминесцентные динофлагелляты обладают сцинтиллонами , отдельными цитоплазматическими телами, которые содержат Dinoflagellate luciferase , основной фермент, участвующий в люминесценции. Люминесценция (фосфоресценцией моря) возникает когда отдельные сцинтиллоны стимулируются, как правило, механическими возмущениями (от лодки, пловца или прибоя.
Некоторые представители:

### Морская пищевая сеть
По сравнению с наземной средой, морская среда имеет пирамиды биомассы, которые перевернуты у основания, когда биомасса потребителей (веслоногих рачков, криля, креветок, кормовой рыбы) больше, чем биомасса первичных производителей. Первичные производители океана быстро растут и размножаются, поэтому небольшая масса может иметь высокую скорость первичной продукции. Напротив, наземные первичные производители (леса) медленно растут и размножаются, поэтому для достижения той же скорости первичной продукции требуется гораздо большая масса.
Зоопланктон составляет большую часть биомассы морских животных, является первичным потребителем и важнейшим звеном между первичными производителями (в основном фитопланктоном) и остальной частью морской пищевой сети (вторичные потребители).
Умерший фитопланктон спускается через эвфотическую зону как часть морского снега и оседает в глубинах моря. Ежегодно фитопланктон выделяет в океан около 2 миллиардов тонн углекислого газа, превращая океан в сток углекислого газа, удерживающий около 90 % всего поглощенного углерода.
Киты переносят питательные вещества из глубин океана обратно на поверхность (китовый насос). В заливе Мэн китовый насос обеспечивает больше азота, чем реки.

### Биогеохимические циклы
Океаны образуют единую морскую систему, где вода — «универсальный растворитель». Происходят морские биогеохимические круговороты кислорода, углерода (биологический насос, синий углерод), азота и фосфора (растворение, выпадение в осадок, испарение обратно на сушу, в атмосферу и на дно океана), приводимые в действие как биологической активностью морских организмов, так и естественными действиями солнца, приливов и движений внутри земной коры.

### Осадки и биогенные илы
Происхождение отложений на дне океана:
- терригенные[англ.] (составляют около 45 % от общего объёма морских отложений, возникают в результате эрозии горных пород на суше, переносятся реками и поверхностным стоком, переносимой ветром пылью, вулканами или шлифуются ледниками)
- биогенные составляют 55 % от общего количества осадков и происходят из скелетных останков морских простейших[англ.](одноклеточных планктонных и бентосных организмов). Также могут присутствовать гораздо меньшие количества осаждённых минералов и метеоритной пыли).

Ил, в контексте морских осадков, относится не к консистенции осадка, а к его биологическому происхождению. Термин ил был первоначально использован Джоном Мюрреем для кремниевых отложений раковин радиолярий, вынесенных на поверхность во время экспедиции «Челленджера». Биогенный ил — это пелагический осадок, содержащий не менее 30 процентов скелетных останков морских организмов.
| Кремнистый ил  | SiO2 кварц стекло опал кремень        | Диатомовые водоросли |  | панцирь  | Размеры от 0,002 до 0,2 мм |
| Кремнистый ил  | SiO2 кварц стекло опал кремень        | Радиолярии           |  | скелет   | диаметр от 0,1 до 0,2 мм, образуют сложные минеральные скелеты, обычно состоящие из кремния. |
| Известковый ил | CaCO 3 кальцит арагонит известняк мел | Фораминиферы         |  | test     | Существует около 10 000 современных видов фораминифер, обычно размер менее 1 мм. |
| Известковый ил | CaCO 3 кальцит арагонит известняк мел | Кокколитофториды     |  | кокколит | Сферические клетки, обычно менее 0,1 мм в поперечнике, заключенные в известковые пластины (кокколиты) Кокколиты — крупнейший мировой источник биогенного карбоната кальция, вносят значительный вклад в глобальный углеродный цикл, основной компонент меловых белых скал Дувра. |

### Взаимодействие с сушей
Береговые линии обычно имеют континентальные шельфы, простирающиеся на некоторое расстояние от берега. Они обеспечивают обширные отмели, освещенные солнцем до морского дна (среду обитания для лугов морской травы, коралловых рифов, лесов водорослей и другой бентосной жизни). Дальше от берега континентальный шельф наклоняется к глубокой воде.
Условия для цветения фитопланктона создаются при помощи:
- ветра, дующего над поверхностью океана[англ.]
- глубоководных течений

Под влиянием этих факторов холодные и богатые питательными веществами воды из абиссальных глубин будут перемещаться вверх по континентальным склонам, создавая условия для цветения фитопланктона.
Вода, испаряемая солнцем с поверхности океана, может осаждаться на суше и в конечном итоге возвращаться в океан в виде стока рек (обогащение питательными и загрязняющими веществами). Реки, впадающие в эстуарии и делающие воду солоноватой, обеспечивают ещё одну мелководную среду обитания, где процветают мангровые леса и эстуарные рыбы. Лосось и угри мигрируют туда и обратно между пресноводными и морскими средами обитания, влияя на обмен патогенами и на развитие жизни в океане.

## Антропогенное воздействие
Человеческая деятельность влияет на морскую жизнь через:
- чрезмерный вылов рыбы
- загрязнение
- закисление
- внедрение инвазивных видов.

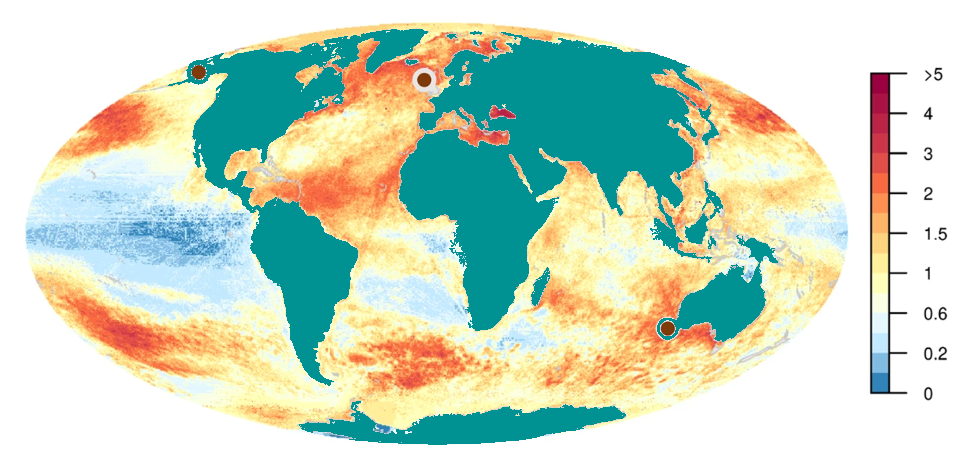
Воздействие человека на мировой океан

Последствия влияния человека на морские экосистемы и пищевые сети пока не признаны для биоразнообразия и продолжения морских форм жизни.

## Биоразнообразие и вымирание видов
Более 99 процентов всех видов, когда-либо живших на Земле (более 5 миллиардов видов) считаются вымершими. Разработана концепция массового вымирания. Массовые вымирания происходят, когда жизнь претерпевает резкий глобальный спад. Наибольшее разнообразие и биомасса на Земле сосредоточены среди микроорганизмов, численность которых трудно поддается измерению. Таким образом, зарегистрированные события вымирания основаны на более легко наблюдаемых изменениях в разнообразии и численности более крупных многоклеточных организмов, а не на общем разнообразии и численности жизни. Морские окаменелости в основном используются для измерения темпов вымирания из-за их большей окаменелости и стратиграфического диапазона по сравнению с наземными организмами.
На основании ископаемых данных можно сделать вывод, что фоновая скорость вымирания на Земле составляет около двух-пяти таксономических семейств морских животных за миллион лет. Великое событие оксигенации было, пожалуй, первым крупным вымиранием. После кембрийского взрыва произошло пять крупных массовых вымираний, скорость которых значительно превысила фоновую скорость вымирания. Самым страшным было пермско-триасовое вымирание, произошедшее 251 миллион лет назад. Пять крупнейших массовых вымираний фанерозоя (последние 540 миллионов лет) уничтожили более 40 % морских родов и, вероятно, более 70 % морских видов. Голоценовое вымирание вызвано деятельностью человека.

## Исследование и изучение морской жизни

### Исследования и изучение
Для проведения исследований используются различные высокотехнологичные приборы и транспортные средства.
- Автономные подводные аппараты (АПА) — подводные роботы, используемые для исследования океана. АНПА — это независимые роботы, способные проводить исследования без участия человека. Они спускаются с корабля и управляются с поверхности.[403]
- Глубоководные буксируемые аппараты (DTV) — аппараты, буксируемые исследовательскими судами, представляющие собой более простую альтернативу более совершенным подводным аппаратам. Они служат универсальными платформами для развертывания океанографических приборов для измерения различных параметров океана, при этом специальные модели, такие как DTV BRIDGET, используются для изучения гидротермальных струй, перемещаясь вблизи дна океана.[404]
- Пилотируемые подводные аппараты — обитаемые подводные аппараты, используемые для исследований, экспериментов и часто используемые армией.[402]
- Научно-исследовательские суда (НИС) — лодка или корабль, используемые для проведения исследований в течение длительного периода времени. Он способен перевозить разнообразное пробоотборное и геодезическое оборудование. Научно-исследовательские суда обычно имеют на борту лабораторные помещения, позволяющие исследователям оперативно анализировать материалы, собранные во время круизов.
- Дистанционно управляемые аппараты (ROV) — беспилотные транспортные средства. способны достигать больших глубин под водой, чтобы собирать более разнообразную информацию[402][405].

## Комментарии
1. ↑  The earliest Bilateria may have had only a single opening, and no coelom.[224]

## Дальнейшее чтение
Путеводитель «Морская жизнь» в Викигиде (англ.)
- Halpern BS, Walbridge S, Selkoe KA, Kappel CV, Micheli F, D'Agrosa C, et al. (February 2008). A global map of human impact on marine ecosystems. Science. 319 (5865): 948–52. Bibcode:2008Sci...319..948H. doi:10.1126/science.1149345. PMID 18276889. S2CID 26206024.
- Paleczny M, Hammill E, Karpouzi V, Pauly D (2015). Population Trend of the World's Monitored Seabirds, 1950-2010. PLOS ONE. 10 (6): e0129342. Bibcode:2015PLoSO..1029342P. doi:10.1371/journal.pone.0129342. PMC 4461279. PMID 26058068.
- Invertebrate Zoology. — 7th. — Brooks / Cole, 2004. — ISBN 978-0-03-025982-1.
- After 60 million years of extreme living, seabirds are crashing. The Guardian (22 сентября 2015).